# Bagneux (Hauts-de-Seine)
Cet article possède un paronyme, voir Bayeux.
Pour les articles homonymes, voir Bagneux.
Bagneux (prononcé baɲø ou ban̪jø) est une commune française, du département des Hauts-de-Seine en région Île-de-France, dans l'arrondissement d'Antony, au sud de Paris.

## Géographie

### Localisation
La commune se situe au sud-est des Hauts-de-Seine à la limite du Val-de-Marne.
Bagneux est traversée par la Coulée verte du Sud-Parisien qui reprend une partie de la via Turonensis, l'un des quatre chemins de France du pèlerinage de Saint-Jacques-de-Compostelle.
Le territoire de la commune est limitrophe de ceux de sept communes : au nord Montrouge (92), à l'ouest Châtillon et Fontenay-aux-Roses (92), au sud Sceaux et Bourg-la-Reine (92) et à l'est : Arcueil et Cachan (94) :

### Géologie et relief
La superficie de la commune est de 419 hectares ; l'altitude varie de 55  à   111 mètres.
Des forages effectués en centre-ville ont montré que le sous-sol était composé de remblais du Quaternaire (de 0 à 0,3 m), puis de marnes vertes (de 0,3 m à 3,9 m) puis de marnes supragypseuses du Ludien (de 3,9 m à 15,1 m) et enfin d'une première masse de gypse du Ludien (de 15,1 m à 19 m).
Comme une grande partie du Bassin parisien, Bagneux repose sur un banc profond du Tertiaire, dont la première partie se divise en trois phases : le Paléocène, l'Éocène et l'Oligocène. Le sous-sol balnéolais date de l'Éocène, période s'étendant de moins 65 à moins 45 millions d'années avant notre ère. À cette période règne un climat chaud avec des plantes arborescentes résineuses dominent des forêts marécageuses qui disparaîtront avant la fin du Tertiaire, lequel formera le calcaire grossier à nummulites que l'on retrouve dans les carrières des catacombes de Vanves et d'Arcueil. Le calcaire à milioles est tendre et résistant au gel, c'est celui que l'on trouve à Bagneux, Montrouge, Clamart, Nanterre et Puteaux. Le calcaire lutétien (ou calcaires du Lutétien, anciennement appelés « calcaire grossier » dès la moitié du XVIIIe siècle), sont des roches calcaires de la région parisienne, très indurées, homogènes, utilisées pour de nombreuses constructions. Ils caractérisent l'étage géologique du Lutétien (dans la série de l'Éocène, de l'ère Cénozoïque ou Tertiaire) dans le Bassin parisien, et se sont formés de -48 à -40 millions d'années.
Le territoire de la commune est situé sur des nappes aquifères de température de 56 °C à 85 °C qui, comme le font les communes voisines d’Alfortville, Cachan, Chevilly-Larue, Créteil, Maisons-Alfort et Orly, pourraient être exploitées pour chauffer les habitations.
Au XIXe siècle, différentes espèces animales sont retrouvées dans les gypses de Bagneux dont deux espèces de rat myoxus speleus et myoxus parisiensis, un poisson de 45 cm de long sur 9 cm de haut au milieu du corps. Le maxillaire gauche d'une mâchoire de Palaeotherium possédant quatre molaires bien conservées. Il fut découvert dans une masse de gypse à 25 mètres de profondeur dans la rue des Monceau. Au lieu-dit le Champ des oiseaux, de nombreuses coquilles bivalves en parfait état de conservation sont extraites d'un dépôt vaseux à 33 mètres de profondeur. le 15 mars 1893, Albert Maugarny ajoute à sa collection une vertèbre cervicale d'un Palaeotherium magnum découvert dans une masse de gypse au lieu-dit les Sables. Des fragments de fémur et des côtes furent également retrouvés dans ce lieu.
Quelques bâtiments parisiens illustres construits en partie ou totalement avec la pierre issue des carrières de Bagneux :
- soubassements de l'arc de triomphe de l'Étoile (1832) ;
- église de la Madeleine (1763) ;
- église Saint-Vincent-de-Paul de Paris (1824) ;
- église Saint-Philippe-du-Roule (1772) ;
- église Saint-François-Xavier de Paris (1861) ;
- pont des Invalides (1824) ;
- pont du Carrousel (1835) ;
- les ponts de l'Île de la Cité et l'Île Saint-Louis ;
- fûts des colonnes du Panthéon (1758) ;
- Collège de France (1838) ;
- palais du Louvre (1852) ;
- enceinte de Thiers (1841-1844) ;
- restauration du Val-de-Grâce en (1840) ;
- restauration de la Sainte-Chapelle en (1837) ;
- restauration de l'église Saint-Séverin (1841) ;
- restauration de la cathédrale Notre-Dame de Paris (1843) ;
- fontaine-lavoir à impluvium à Thiais[7].

### Hydrographie
Bagneux possède plusieurs sources et canalisations d'eau sur son territoire comme la fontaine Gueffier ou les aqueducs de la Vanne et du Loing.

### Climat
Pour des articles plus généraux, voir Climat de l'Île-de-France et Climat des Hauts-de-Seine.
En 2010, le climat de la commune est de type climat océanique dégradé des plaines du Centre et du Nord, selon une étude du CNRS s'appuyant sur une série de données couvrant la période 1971-2000. En 2020, Météo-France publie une typologie des climats de la France métropolitaine dans laquelle la commune est exposée à un climat océanique altéré et est dans la région climatique Sud-ouest du bassin Parisien, caractérisée par une faible pluviométrie, notamment au printemps (120 à 150 mm) et un hiver froid (3,5 °C).
Pour la période 1971-2000, la température annuelle moyenne est de 11,7 °C, avec une amplitude thermique annuelle de 15,2 °C. Le cumul annuel moyen de précipitations est de 649 mm, avec 11 jours de précipitations en janvier et 7,8 jours en juillet. Pour la période 1991-2020, la température moyenne annuelle observée sur la station météorologique la plus proche, située à Choisy-le-Roi à 8 km à vol d'oiseau, est de 12,7 °C et le cumul annuel moyen de précipitations est de 607,2 mm,. Pour l'avenir, les paramètres climatiques de la commune estimés pour 2050 selon différents scénarios d'émission de gaz à effet de serre sont consultables sur un site dédié publié par Météo-France en novembre 2022.

### Voies de communication et transports

#### Voies routières
La commune est principalement située le long la RD 920 (anciennement appelée RN 20) qui la traverse sur toute sa longueur, reprenant le tracé de la voie romaine via Aurelianensis, qui traversait la Gaule du sud au nord, venant d’Espagne pour aller à Cologne.

#### Transports en commun

##### Passés

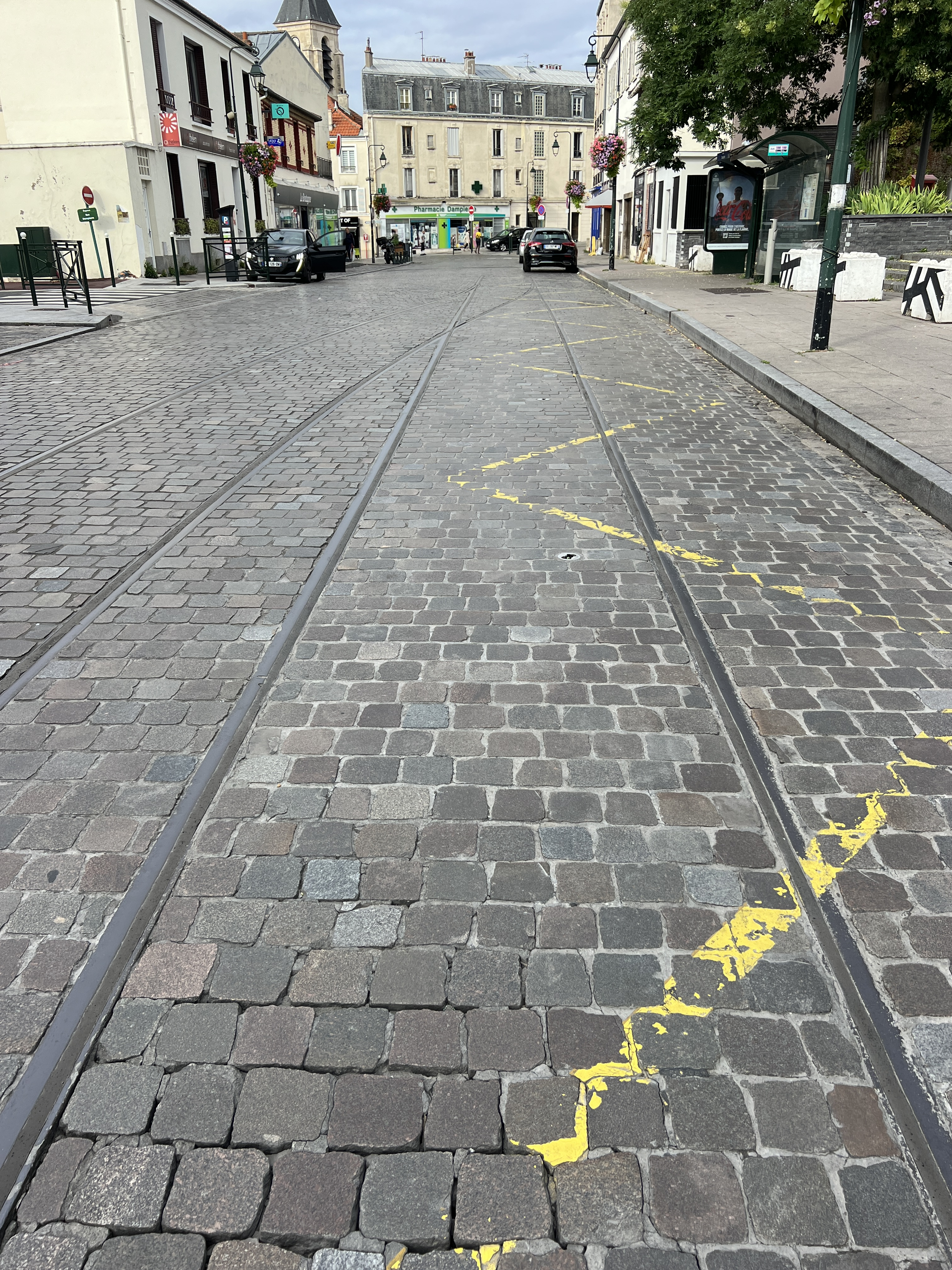
Rails de tramway visibles en 2023 sur la rue de la République.

- Tramway Bagneux - Champ de Mars (correspond à l'actuel trajet du bus 128 entre la porte d'Orléans et Bagneux-Dampierre) construit à l'occasion de l'Exposition universelle de 1900. Les rails sont toujours visibles à Bagneux-Dampierre.
- Tramway Bagneux - Les Halles par l'Arpajonnais (nationale 20).
- Chemin de fer : Paris - Chartres via Bagneux. De ce projet inachevé — réalisé seulement entre Massy et Chartres dans les années 1910 — subsiste l'ancienne gare de triage de Montrouge, située sur les communes de Châtillon et Bagneux, reliée au réseau Montparnasse.

Cette gare de triage comprend aujourd'hui :
- le dépôt de Montrouge (situé majoritairement sur Bagneux), pour l'entretien des trains du réseau Montparnasse ;
- l'atelier d'entretien des TGV de Châtillon (situé majoritairement sur Châtillon) ;
- l'atelier RATP de Châtillon-Bagneux (situé sur Bagneux), pour l'entretien des rames de la ligne 13 du métro.

##### Actuels
Métro

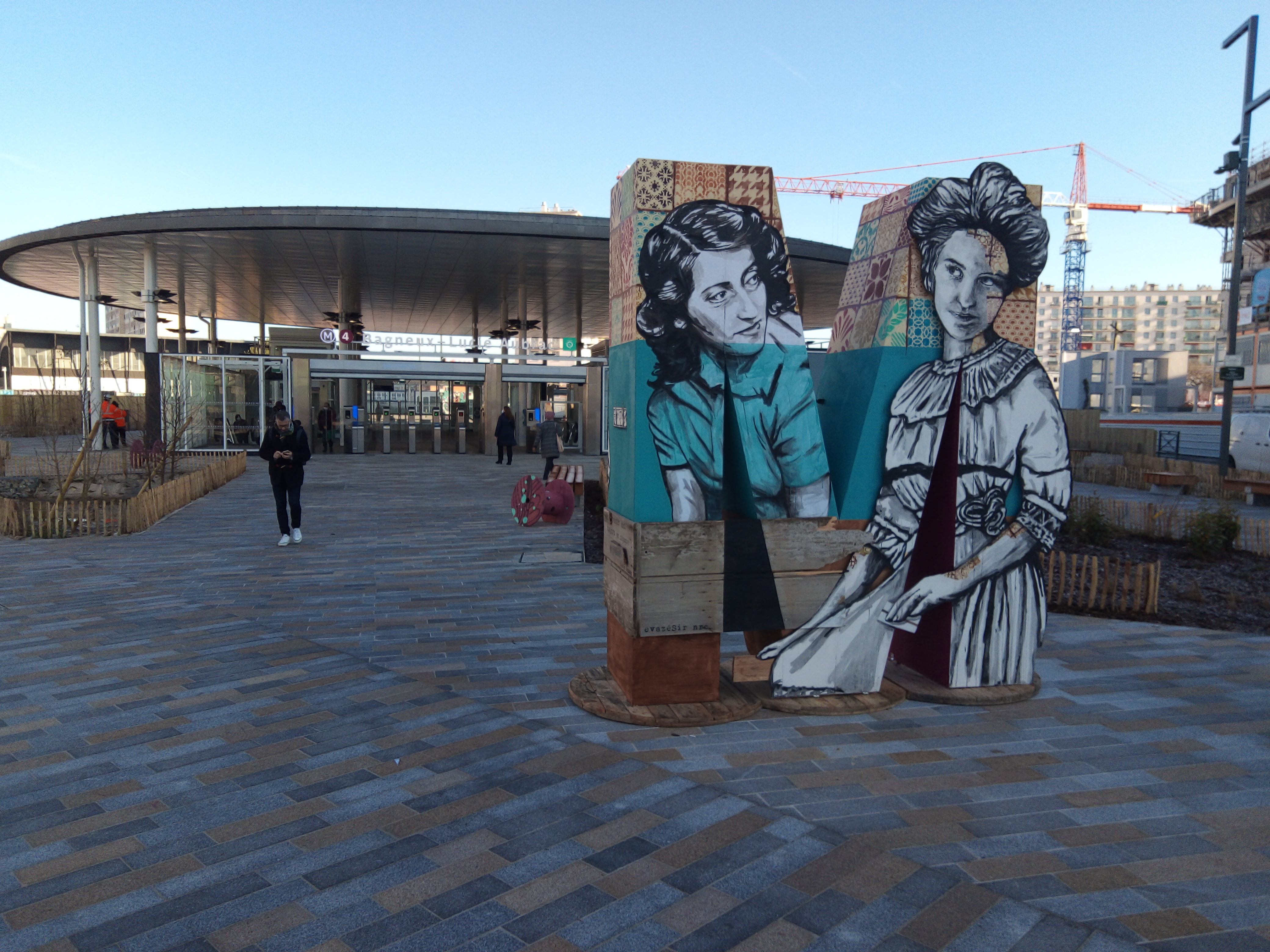
Station de la ligne 4 du métro Bagneux Lucie-Aubrac.

- la ligne 4 du métro de Paris : Barbara, à cheval sur les communes de Bagneux et de Montrouge et Bagneux - Lucie Aubrac (terminus sud de la ligne).
- la ligne 13 du métro de Paris : Châtillon - Montrouge (terminus sud de la ligne), à la limite nord-ouest de Bagneux et des communes de Malakoff, Châtillon et Montrouge.

RER

Bagneux est desservie par plusieurs gares de la ligne B du RER, toutes en périphérie :
- la gare la plus connue est Bagneux, située à Cachan en limite des deux communes. Cette dernière ne dessert qu'une petite partie de la commune de Bagneux. Selon le lieu de destination ;
- la gare d'Arcueil - Cachan, proche du nord de la commune, est également très fréquentée ;
- la gare de Laplace n'est privilégiée que par une infime partie de Balnéolais, vivant notamment à proximité du cimetière parisien de Bagneux.

Bus
De nombreuses lignes de bus relient Bagneux à Paris et aux communes limitrophes, via les lignes du réseau de bus RATP, du réseau de bus Valouette et du réseau de bus Vallée Sud Bus.

##### Futurs
Avec la création du Grand Paris Express, il y aura une station de correspondance ligne 4 - rocade autour de Paris qui permettra la jonction entre Bagneux et Paris et les Hauts-de-Seine et le Val-de-Marne (future ligne 15 prévue dans le réseau Grand Paris Express).
À cette occasion, une nouvelle ZAC Victor-Hugo sera aménagée autour de la future station de métro-grand Paris Express.
Plusieurs équipements publics sont prévus d'être reconstruits ou implantés (crèche, école…) à l'occasion du renouvellement du quartier.

## Urbanisme

### Typologie
Au 1er janvier 2024, Bagneux est catégorisée grand centre urbain, selon la nouvelle grille communale de densité à sept niveaux définie par l'Insee en 2022.
Elle appartient à l'unité urbaine de Paris, une agglomération inter-départementale regroupant 407  communes, dont elle est une commune de la banlieue,,. Par ailleurs la commune fait partie de l'aire d'attraction de Paris, dont elle est une commune du pôle principal,. Cette aire regroupe 1 929 communes,.

### Morphologie urbaine
| Type d'occupation           | Pourcentage | Superficie (en hectares) |
| --------------------------- | ----------- | ------------------------ |
| Espace urbain construit     | 84,46 %     | 353,98                   |
| Espace urbain non construit | 15,47 %     | 64,85                    |
| Espace rural                | 0,06 %      | 0,27                     |
| Source : Iaurif             |             |                          |

### Logement
La ville de Bagneux compte à ce jour une vingtaine de cité HLM de type grand ensemble dont trois qui sont classés quartiers prioritaires qui sont :le grand ensemble des Musiciens (Pierre Plate),les grands ensembles du sud de la ville dont le grand ensemble de l’Abbée Grégoire - Mirabeau - Lincoln et le grand ensemble des Cuverons-Tertres. En 2020, le nombre total de logements dans la commune était de 18 572.
Parmi ces logements, 93,96 % étaient des résidences principales, 1,63 % des résidences secondaires et 4,41 % des logements vacants. Ces logements étaient pour 9,03 % d'entre eux des maisons individuelles et pour 90,14 % des appartements.

### Espaces verts
Avec 47,35 ha, plus de 11 % du territoire communal sont occupés par des espaces verts publics (12,18 m2 par habitant).
L'inventaire départemental des arbres remarquables de la commune indique en 2021, 786 arbres remarquables, dont 691 d'après le décompte municipal dans le Cimetière parisien de Bagneux, puisqu'elle en publie 95 dans les différents endroits de la commune. En 2015 la commune en comptait 750. Tous les arbres de la ville sont numérotés et répertoriés par rue et par site :
- un cèdre d'Atlas dans le périmètre du bistrot "Dampierre" et maison paysanne (2, 2bis Rue de Fontenay)
- un cèdre du Liban, un if commun et quatre cèdres bleus pour le groupe scolaire Joliot-Curie ;
- dans le groupe scolaire Maurice-Thorez, deux cyprès de Nootka ;
- à proximité du parking Thorez et de la Maison des syndicats, un érable negundo ;
- au nord de la dalle, avenue du Maréchal-Foch, un Paulownia et trois Catalpas ;
- au no 65, rue Pluchet, un cèdre aurea ;
- au no 10, avenue Jean-Jaurès, un cèdre bleu ;
- devant l'hôtel de ville, un cyprès bleu ;
- place des Droits-de-l'Enfant, un mûrier et un pommier à feuilles d'érable ;
- dans le cimetière communal, un cèdre bleu ;
- à la médiathèque Louis-Aragon, trois charmes et un pin noir ;
- dans le groupe scolaire Paul-Vaillant-Couturier, deux houx panachés ;
- dans le groupe scolaire Albert-Petit, deux cèdres du Liban, quatre cèdres bleus, un pin sylvestre, deux hêtres pleureurs, un frêne et un hêtre pourpre ;
- place Dampierre, un platane commun ;
- espace vert du Centre des arts du cirque et des cultures émergentes PPCM (1 200 m2) ;
- espace vert rue des Pichets (1 500 m2) ;
- espace Léo-Ferré (1 500 m2) ;
- jardin Ilan-Halimi ;
- jardin de la Porte-d'en-Bas ;
- jardin de la Maison des arts (2 893 m2), deux houx, un thuya de Chine, un érable sycomore, cinq ifs communs, un chêne pédonculé, un mûrier, deux frênes élevés, quatre marronniers d'Inde, un buis commun, un érable plane et un orme Seiju[27] ;
- friche des Trois mares (5 040 m2) ;
- pré de la Lisette (1,1 ha) ;
- friche des Monceaux (2 000 m2).

#### Parc
- Clos des Brugnauts (vignes) (1 500 m2).
- Coulée verte du Sud-Parisien (2 ha), se situant au-dessus de l'ancien bois de Bagneux, elle relie Paris à Massy pour les pétons et les vélos.
- Jardin de la Maison des arts (2 893 m2).
- Jardin et friche de la Porte-d'en-Bas (4 000 m2).
- Parc Cosson (6 300 m2), deux cèdres bleus, deux Cèdres.
- Parc Ethel-et-Julius-Rosenberg (5 000 m2). Une école est bâtie sur cet emplacement en 2019. Il conserve un arbre remarquable, un plaqueminier. On y trouvait un Séquoia géant, un cèdre de l'Himalaya, un micocoulier de Provence, un houx et un if commun,
- Parc Nelson-Mandela (6 600 m2).
- Parc paysager François-Mitterrand (6,3 ha et 3,2 ha d'extension), à l'intérieur duquel on trouve deux cèdres du Liban, quatre cèdres bleus, quatre cèdres aurea, deux érables plane et un érable sycomore.
- Parc du Puits-Saint-Étienne (7 200 m2).
- Parc Richelieu (2,10 ha), abrite plusieurs arbres classés, dont un marronnier d'Inde, deux frênes élevés, deux platanes communs, un hêtre pleureur, deux érables sycomore, un érable pourpre, un peuplier d'Italie, un cèdre, un cerisier, un Metasequoia glyptostroboides et un liquidambar, dit aussi copalme d'Amérique.
- Parc Maximilien-Robespierre (2,3 ha).

#### Square
- Square du 19-Mars-1962 (3 061 m2).
- Square de Kirovakan (1 500 m2), animé de topiaires, fleurs, arbustes et arbres, dont un chêne d'Arménie.
- Square des Jardinets, mémorial dédié aux esclaves résistants avec l'inauguration de la statue La Mulâtresse Solitude (2007), réalisée par l'artiste balnéolais Nicolas Alquin.
- Square de la Résidence (500 m2).
- Square des Oiseaux (890 m2).
- Square Commaille (900 m2).
- Square Marx-Dormoy (2 000 m2).

### Projets d'aménagements
La municipalité a entrepris depuis 2007, la transformation de trois grands quartiers. La zone d'aménagement concerté (ZAC) Moulin-Blanchard, située près du centre-ville à la limite de Fontenay-aux-Roses, est déjà habitée. Une association Bagneux: Village Remarquable a été créée en 2023 pour proposer un projet alternatif et protéger des bâtiments des XVIIIe et XIXe siècles sis 2 Rue de Fontenay et Rue Allende, les réhabiliter par un chantier-école et en faire un Centre Pédagogique de la Fermentation (bière, pain, fromage...). Par ailleurs cette association milite pour que Bagneux devienne Site Patrimonial Remarquable. Une crèche municipale et des habitations locatives et à accessions sociales ont été construites dans ce nouveau quartier.
La cité des Cuverons a été réhabilitée et le Centre des arts du cirque et des cultures émergentes, un cirque en dur a été mis en chantier début 2014 par l'équipe Construire dirigée par Patrick Bouchain et Loïc Julienne. Le chantier était ouvert et permettait aux élèves des écoles et enfants des centres de loisirs de visiter le chantier éducatif et pédagogique. Lors de la construction, cela a été déjà un événement participatif et artistique pour les habitants du quartier. La direction artistique du chantier était confiée à Nikolaus. Le bâtiment ménage au milieu un espace où le public peut exercer des jeux. Un espace pouvant accueillir les jeux de handball et de basketball est prévu parallèlement au parking. La cité des Tertres est en phase de transition : les habitants ont intégré les autres quartiers dans le cadre de l'opération de renouvellement urbain (ORU). Le gymnase Paul-Éluard, reconstruit, rebaptisé Janine-Jambu, avec une surface beaucoup plus importante, peut satisfaire aux besoins des deux groupes scolaires du quartier sud. L'activité des gymnastes a déménagé dans le gymnase Jean-Guimier en centre ville, refait à neuf.
La zone d'aménagement concerté Victor-Hugo est en phase d'enquêtes en vue d'un réaménagement d'un éco-quartier dans la perspective de la venue du métro Ligne 4 (2022) et du Grand Paris Express (métro en rocade autour de Paris) au rond-point des Martyrs.
Des réserves foncières sont prévues pour la construction d'une crèche municipale, d'une école et le réaménagement du théâtre Victor-Hugo.
La construction d'habitations sociales locatives et à accession privée est prévue dans cette ZAC.

## Toponymie
À propos de la toponymie de la ville, l'abbé Jean Lebeuf (1687-1760) écrit : « Cela serait une erreur de croire que tous les noms de Bagneux, Bagnaux, Bagnols, Bagnoles, et semblables tirent leur origine de quelques bains qui auraient été dans les lieux ainsi appelés ». Il explique que le terme celtique ou germanique Banis a pu être le fondement de plusieurs dénominations de cette espèce comme ces localités françaises Ban, Banne, Bannes, Baines, Beines, Bannai, Bannos ou Bannou.
Il affirme par ailleurs qu'ont été rendus en latin par Bannum ou Banna et dans le même temps et dans la même langue leurs diminutifs Banniolum, Banniola ou termes approchants.
Outre que ce Bagneux ne paraît pas être dans une situation à avoir de l'eau en quantité abondante, permettant d'y créer des bains, même modestes, l'étymologie dérivée de Bannus doit être naturelle et Charles du Fresne (1610-1688) la donne dans le mot Bano. Il croit qu'il fut nommé ainsi parce que ce lieu aurait été un terrain commun à tous les habitants des villages voisins ou encore un nom dont l'origine serait dans les langues celtiques ou germaniques, que lui aurait valu sa situation géographique. Ils pensent que le village de Bannes limitait le territoire soumis au « ban royal », à savoir la limite géographique à l'intérieur de laquelle le seigneur exerçait ses droits, et plus précisément parce qu'il terminait de ce côté-là le district de ce qu'on appelait la banlieue, de sorte qu'il serait toujours vrai que Bagneux est une altération de Bannieux. Mais les quelques chartes de l'église de Paris où ce lieu est nommé Balneolum ne sont que du XIIe siècle et les plus anciennes mentionnant Balniolum ou Banniolæ sont du IXe siècle, Xe siècle et XIe siècle. Il en résulte donc que ce sont les actuaires, notaires et autres copistes du XIIe siècle qui, sans consulter l'ancienne dénomination latine, ont fabriqué sur le mot de Bagneux qui était déjà formé le nom latin de Balneolum, à cause de sa ressemblance avec le verbe baigner, dérivé de Balneare. Depuis lors, tous les écrivains ne font que recopier ceux du XIIe siècle.
La charte la plus ancienne conservée de Bagneux date du règne de Charles II le Chauve, roi de 843 à 877, laquelle mentionne que parmi les terres de l'Église de Paris figure Baniolum.

## Histoire

### Préhistoire et Antiquité
Bagneux jouit d'une position élevée, au sommet d'une colline ce qui favorisa son peuplement à l'aube de la civilisation. Monsieur Albert Maugarny a collecté sur place de nombreux objets appartenant à ce passé de notre cité dès le paléolithique époque des grands chasseurs à l'âge de la pierre taillée. Des grattoirs, ainsi que des morceaux de bifaces furent trouvés au XIXe siècle sur l'ensemble de la commune.
Un puits votif contenant un vase rituel fut mis au jour au lieu-dit les Thubœufs, selon les rites des croyances liées au culte de la terre par les cultivateurs du néolithique. Dans ce même lieu furent décelés des fonds de cabanes celtiques ainsi que des débris de poteries, tuiles, ossements, marquant une occupation humaine jusqu'au XVe siècle. André Laville archéologue, effectue des fouilles à Bagneux en 1901 à la suite de la découverte en 1899 par deux fabricants de plâtre dans leur glaisière de débris de poteries et d'ossements dont il conclut être en présence d'une fosse à incinération de l'âge du bronze.

### Moyen Âge

#### VIesiècle
Bagneux possède l'église la plus ancienne de la région, sa crypte remonte au VIe siècle.

#### IXesiècle
Le polyptyque d'Irminon (en latin « Liber de donnibus et redditibus monasterii Sancti Germani a Pratis ») est un inventaire de biens rédigé vers 823-828 par Irminon (mort en 829), abbé de Saint-Germain-des-Prés. Il décrit les possessions de l'abbaye situées principalement dans la région parisienne, entre Seine et Eure. Châtenay dépend alors de Bagneux. L'abbé Lebeuf trouvait à son époque que la plus ancienne trace que nous possédions de Bagneux était une charte de Charles le Chauve, datée du 19 avril 850 et insérée dans les registres épiscopaux. Baniolum est une terre domaniale de Paris. La première mention est le partage entre la mense épiscopale et la mense capitulaire, antérieur de vingt ans à la charte de Charles le Chauve. C'est sous Inchadus (810-831) successeur d'Erchanrade Ier qu'eut lieu le 6 juin 829 le huitième concile de Paris. C'est en exécution des décisions prises dans ce concile qu'il soumit à la sanction de l'assemblée le projet de partage qui fut accepté, d'un côté la mense épiscopale de l'autre la mense capitulaire, dont un extrait :
« Dans l'Église Saint-Étienne, premier martyr, en présence des vénérables prélats assemblés à Paris pour le concile, donnons et allouons à nos frères les terres qui suivent : Andrésy, Hileriacum, Orly, Chevilly, Châtenay, Bagneux, l'Hay et Itteville, avec toutes leurs dépendances pour leur subsistance et le luminaire de l'église. Nous voulons que la dîme de toutes les terres que nous donnons à nos frères soit dévolue à l'hôpital Saint-Christophe dans lequel ils doivent, à l'époque fixée, laver les pieds des pauvres »

#### Xesiècle
On peut voir dans le Diplôme de Lothaire et de Louis V que les terres, églises et autels appartenant au chapitre de Notre-Dame de Paris leur sont confirmés en conséquences des chartes antérieures, texte qui se trouve dans une bulle de la même époque du pape Benoît VII vers 974 : Baniolum cum Ecclefia & altare ceterif appenditiis.
La peur de l'an mil jette toute l'Europe dans la tourmente, tout n'est que violence, la guerre est permanente, on parle de fin du monde. Le clergé profita de cette aubaine où chacun offrait à l'Église terres et biens pour le salut de son âme. Au sortir de l'an mil l'Église se trouva à la tête de fabuleuses richesse.

#### XIesiècle
De l'an mil, le moine Raoul Glaber (v. 985-v. 1047), dresse un tableau édifiant dans ses Histoires. Entre 1079 et 1085, Gautier de Bagneux et sa femme Heudiarde concèdent à l'abbaye Saint-Martin-des-Champs, la nef de l'église de Clamart, de l'aveu d'Arnoul, leur seigneur. Arnaud, neveu de Constance de Bagneux, fut prévôt de Gouillons puis sous-prieur de Saint-Martin. Gautier était en 1096 chambrier du monastère. Habert de Roinville et Ebroin d'Orsonville sont aussi des moines de Saint-Martin ; ils portent le surnom des prieurés qu'ils administrent. Arnaud, neveu également de Gautier, devint sous-prieur de Saint-Martin.
En 1061, le roi Philippe Ier ne pouvant faire jouir l'abbaye de Saint-Germain-des-Prés de son ancienne terre de Combs-la-Ville, il lui donne en récompense une terre royale de Banniolis, située près Paris.

#### XIIesiècle
Dès le début du XIIe siècle et jusqu'au XIXe siècle on exploite librement le gypse : on comptera jusqu'à 40 fours à feu le même jour.
Le 30 juillet 1109 se déroule à Bagneux une cérémonie exceptionnelle, attirant des personnalités et nombre de paroissiens. Un morceau de la Vraie Croix est reçu dans l'église Saint-Hermeland en direction de la chapelle Saint-Pris de Fontenay, alors enclavée à Bagneux. En tête de la procession se trouve le chapitre de Paris avec son doyen et les trois archidiacres, tous trois connus de l'histoire, d'abord Étienne de Garlande, puis Guibert (Girbert) qui deviendra évêque de Paris après Galon, l'actuel titulaire qui ferme la marche avec deux autres évêques, celui de Senlis, Hubert (us), et celui de Meaux, Manassé Ier, puis finalement l'illustre Guillaume de Champeaux dont se réclama la philosophie et qui fut maître d'Abélard. Le cortège prit le morceau de la croix et repartit en direction de l'église de Saint-Cloud, puis y retourna le dimanche suivant pour la conduire à l'église cathédrale de Paris.
En 1118, le roi Louis VI règle les droits respectifs de l'église Notre-Dame de Paris et du roi sur les fiefs de Bagneux par une charte signée à Paris (« Apud Balneolum villam ») et renonce aux redevances et aux services imposés aux hôtes de Notre-Dame qui habitent ce village (« hospitibus vel servis Beate Marie, in predicta terra commanentibus », notice no 369).
Adam, habitant de Bagneux, fut un des plus anciens donateurs de ses biens à l'église Notre-Dame de Paris. Il vivait sous le règne de Louis VI le Gros, roi de 1108 à 1137.
Vers 1123, Girbert, évêque de Paris (mort en 1123) donna à l'abbaye Saint-Victor de Paris plusieurs arpents de vigne à Bagneux. Le nouvel évêque de Paris Étienne de Senlis, promulgue en 1125 une charte touchant la distribution du « pain de Crême » aux chanoines de la cathédrale Notre-Dame de Paris, et qui assigne pour cela une redevance de blé à prendre sur le revenu de six églises et donne l'église de Bagneux pour le paiement de ce qu'on appelait « unum modium frumenti ».
En 1163, le pape Alexandre III confirme les biens de l'abbaye Sainte-Geneviève de Paris (Apus Fontanetum et balnéolais (à Fontenay et à Bagneux). Ces biens étaient « terras et memora et rata », autrement dit terres, bois et prairies, et pose la première pierre de la nouvelle cathédrale Notre-Dame.
En 1189 et un acte parisien mentionne que les frères de l'Hôpital à Paris possèdent une maison au-delà de Grand-Pont (« ultra magnum pontem »), qu'ils accordèrent à cens, la même année, à Guillaume de Bagneux et Mesende, sa femme, moyennant une rente de sept livres par an. Le représentant de l'Hôpital est le frère Garnier de Naples Neapolitanus, qui cumule deux dignités : celle de prieur de l'Hôpital en Angleterre et maître de l'ordre en France (« prior Hospitalis in Anglia et preceptor ejusdem in Francia »). Le même document cite également les frères Jacques et Anselme qui le représentent en France pour les affaires de l'ordre (« vicem Prioris gerentes in Gallia »). La double dignité de prieur va se retrouver durant le XIIIe siècle et notamment pour cette région.
Dans le cartulaire du prieuré Notre-Dame-des-Champs à Paris est inscrite une sentence de 1192 par laquelle R…, chantre de l'église de Chartres et W…, sous-doyen délégués par le pape Célestin III, notifient que Bouchard, maire de Bagneux a reconnu tenir de Robert, prieur de ce monastère un demi arpent de vigne « inter Castellionem et Clemacium ». À partir de 1192, la partie de Bagneux couvrant le territoire Châtillon-sous-Bagneux fut érigé en paroisse et fut distrait de la commune.
En 1192, le roi Philippe-Auguste (1165-1223), délivre une charte portant confirmation de la donation de maisons à Paris, rue du Sablon, et de cinq arpents de vignes à Bagneux, faite par Anceline, veuve d'Acelin le Changeur au profit de l'abbaye de Montmartre.

#### XIIIesiècle

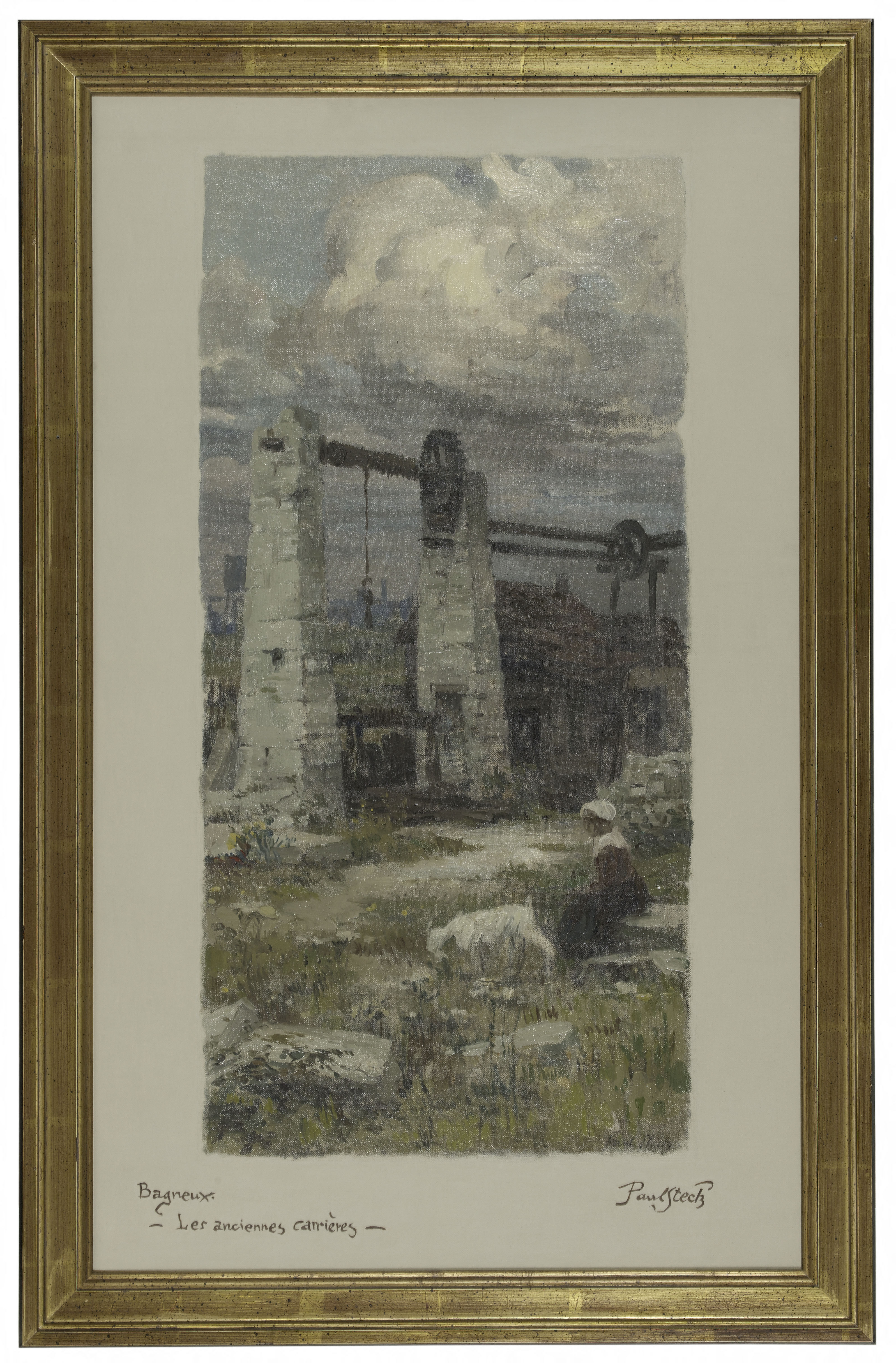
Paul Steck, Esquisse pour la mairie de Bagneux, les anciennes carrières de Bagneux (vers 1907), Paris, Petit Palais.

L'exploitation des carrières à pierre et à gypse de Bagneux, Montrouge, Vanves, Gentilly débute au XIIIe siècle.
En 1200, Bourg-la-Reine est érigée en paroisse indépendante de Bagneux. La paroisse de Fontenay fut créée durant ce siècle et fut donc détachée de Bagneux. Le Chapitre de Notre-Dame de Paris vend 3 quartiers de terre à Bagneux à l'abbaye de Montmartre en 1200,.
En 1245, les serfs de Châtenay et d'Orly, n'ayant pu payer la taille au chapitre de Notre-Dame de Paris, leur seigneur, les chanoines firent enfermer les habitants de ces paroisses dans les prisons auprès du cloître Notre-Dame où ils les laissèrent mourir de faim. Devant cet état de faits, des paysans de Fontenay, Châtillon, Bagneux supplièrent Blanche de Castille de les faire remettre en liberté. La reine intercéda en leur faveur auprès du chapitre, qui refusèrent et par bravade firent enfermer femmes et enfants. La reine assembla quelques bourgeois de Paris et les accompagnant fut la première à frapper à la porte de la prison et ordonna d'enfoncer les portes. Sitôt les paysans libérés, Blanche de Castille déclara les serfs libres, la suppression du servage sur les terres de Notre-Dame dont elle saisit le temporel des chanoines jusqu'à ce qu'ils eussent indemnisé ces serfs.
En 1249 et 1252, Hervé Brito, clerc et physicien achète des vignes à Bagneux Il habita à l'angle de la rue du Sablon et la rue Neuve-Notre-Dame à Paris. Il était chanoine de Notre-Dame de Paris en 1267
En 1264, les chanoines du chapitre de Notre-Dame de Paris, seigneurs de la terre de Bagneux, firent quelques traités avec les habitants du village. Geoffroy de Pont-Chevron, leur doyen, traita avec eux. Cette même année, ni le prévôt de Paris ni tout autre ne peut lever sur eux le droit de Tolte par force, ni les contraindre d'ailleurs d'aller aux chevauchées à moins qu'ils n'aient commis quelques forfaits. Les habitants prétendaient n'être sujet à la taille que lorsque le chapitre faisait un rôle pour les subventions royales en cas de guerre. Toujours en 1264, c'est par le ministère de leurs jurés que le chapitre imposa sur eux la somme de 60 sols en qualité d'hommes de corps et cela en présence de trois officiers, à savoir l'official de Paris et les archidiacres Jean et Garnier. Henri Sauval (1623-1676) dit avoir lu quelque part que deux ans après, ils achetaient leur liberté du même chapitre contre 1 300 livres. Dans le pouillé du XIIIe siècle la cure est dite à la nomination du chapitre de Notre-Dame de Paris. Dans les pouillés modernes, la cure de Bagneux est présentée comme la 34e portion dans le passage des prébendes de Notre-Dame.
La dîme à Bagneux est en 1268 à la 11e gerbe.
L'église actuelle a été bâtie dans le courant du XIIIe siècle.
Une lettre du roi de France Philippe III le Hardi, datée de juillet 1279, amortit les biens que l'Hôtel-Dieu de Paris possède à Montlhéry, Lardy, Bagneux, etc..

#### XIVesiècle
En 1305, confirmation par une charte de celle de Philippe Auguste (1165-1223), concernant la donation de maisons à Paris et de vignes à Bagneux, faite aux religieuses de l'abbaye de Montmartre, par Anceline, veuve de Ancelin le Changeur.
Le siècle commence par le procès des Templiers de France et la mort de leur chef Jacques de Molay sur le bûcher le 18 mars 1314. Bagneux avait une commanderie de l'ordre du Temple dont les ruines ont disparu.
En 1318, les Pastoureaux, battus au Pré aux Clercs par les troupes de Philippe V, se retirèrent sur le Hurepoix et, dans leur retraite, ils brûlèrent et pillèrent Vaugirard, Montrouge, Bagneux, Fontenay et tous les environs. Philippe V meurt de dysenterie en 1322 sans héritier mâle pour lui succéder. C'est donc son frère Charles IV le Bel, bénéficiant du précédent créé par Philippe en 1316, qui lui succède sur le trône.
Le 20 août 1348, la peste noire se déclare à Paris. En 1358 Jean le Bon établit une ordonnance réglant les droits du concierge du Palais extrait concernant notre ville : « Et ainsi plusieurs héritages assis à Baigneux Saint Heurblanc et du terroir d'environ trois chapons et demi [sic] et trois pains et demi payés au-dit palais audit concierge ou à ses gens, au lendemain de Nœl chaque an ». En 1360 les Aides sont créées pour payer la rançon du roi avec le gros les droits d'Aides sur les marchandises perçus par le roi, que doivent acquitter les gros propriétaires terriens comme le Chapitre de Notre-Dame, ainsi que les portions congrues, redevances de nombreux prêtres des paroisses.
Lorsqu'en 1380 Charles VI devient roi, il n'a que 12 ans. Pendant la minorité du jeune roi, ses oncles Jean de Berry et Philippe II de Bourgogne assurent la régence du royaume avec Jehan Pastoret en tant qu'avocat royal et président du Parlement de Paris.
Sa minorité est troublée par les querelles des ducs d'Anjou, de Bourgogne, de Berry et de Bourbon, ses oncles, qui se disputent le pouvoir et s'enrichissent sur le dos de la population accablée par le rétablissement d'anciens impôts en janvier 1382. Au mois de février suivant, la ville de Rouen se révolte, les troubles atteignent Paris. Le 1er mars 1382, des révoltés, connus sous le nom de Maillotins, pillent la capitale et tuent les collecteurs d'impôts avec des maillets de fer. Une répression terrible va s'abattre sur les émeutiers dont les meneurs sont décapités ou pendus sans autre forme de procès.
Après les troupes du duc d'Anjou, établies sur le Mont-Rouge au-dessus de Clamart qui pillent et harcèlent la région, ce fut le tour du duc de Bourgogne dont les troupes occupent les territoires situés entre Vanves et Bourg-la-Reine, se rendant coupables de tous les crimes. Juvénal des Ursins écrit que les soldats du duc de Bourgogne volent, tuent, pillent, violent et mettent le feu aux habitations : « Nul n'osait vendanger devant la Porte Saint-Jacques, de toutes parts, comme à Châtillon, Bannex (Bagneux), Fontenet (Fontenay), Vanves, Issy, Clamart et Montrouge, car les Bourguignons ahoyent moult les bourgeois de Paris et venoient fourrer jusqu'aux faulx-bourgs et quelques personnes qu'ils trouvoient prises menées dans leur hoste »
En 1388, une léproserie fut créée sur la route d'Orléans aux environs de la Vache Noire

#### XVesiècle
Quatre rois vont se succéder au cours de ce siècle, Charles VI, dit le Fol ou le bien Aimé de 1380 à 1422, Charles VII, de 1422 et 1461, Louis XI dit l'Universelle Aragne, de 1461 à 1483, et Charles VIII de 1483 à 1498.
Le 4 septembre 1413, le Chapitre de Notre-Dame touche pour le droit de vinage à Fontenay six setiers par arpent de vigne, ce qui doit être identique à Bagneux dont dépend Fontenay. En 1417, Jean duc de Bourgogne, revenant de Meulan, arrive début octobre, sur les hauteurs de Châtillon, et fait poser sa bannière au sommet d’un arbre mort qui se trouvait en cet endroit. Son armée y campa pendant huit jours et, durant cette semaine, elle pilla tous les villages d’alentour. Enfin, le duc partit pour aller mettre le siège devant Montlhéry.
Le 17 avril 1423, en vertu d’un acte daté de Bagneux, maître Jehan Mautainet, procureur au Châtelet, avait acquis de Perrin Le Pelletier, quartier de vigne, sis à Fontenay, au Vau Content. Mautainet est un des légataires bouffons de François Villon qui avait connu cet homme de loi, lors de ses démêlés avec la justice, à moins que ce ne soit pendant son expédition avec l’abbesse de Pourras, chez le barbier du Bourg-la-Reine.
En 1435, le chapitre de Notre-Dame de Paris à des rentes sur des vignes à Arcueil, Bagneux, lieux-dit Croix-Moreau, propriété de six arpents de terre à Bagneux, 1435-1446-1655.
Les habitants de Bagneux et de Châtenay protestent, trouvant que la 11e gerbe exigée par le chapitre de Notre-Dame de Paris était une charge trop lourde et ne veulent payer que quatre gerbes par arpent. Selon un mémoire de 1765, un procès sur le taux de la dîme est en cours dès 1452 sans qu'une décision judiciaire soit prise. L'usage ici étant de payer la dîme à l'arpent. À Bagneux, les menus dîmes appartenaient au chapitre de Notre-Dame de Paris comme les grosses, c'est-à-dire que les dîmes verts et menues dîmes se payaient en argent à tant l'arpent. Les pois verts paient la dîme à raison de 20 sols l'arpent, les pois secs à raison de quatre gerbes l'arpent.

### Les Hospitaliers
En 1418, le prieuré hospitalier de Saint-Jean de Latran, seigneur en grande partie de Fontenay possède des vignes à Bagneux, et à Issy les vignes qui rapportent 10 livres 8 sols par queue de vin. Mais la commanderie ne vendait que le surplus de la récolte, le reste étant consommé par les frères de la commanderie.

### Temps modernes

#### XVIesiècle
Un jour de 1562, pendant les Guerres de Religion, le prince de Condé, qui venait de quitter Orléans à la têt de 15 000 huguenots, s’approcha de Paris. Il occupa le Bourg-la-Reine, Bagneux, Fontenay-aux-Roses, Châtillon, Arcueil et Gentilly. Catherine de Médicis vint l’y trouver, afin de négocier une trêve avec lui. Frappé de l’augmentation qu’il remarqua dans l’armée royale, Condé, par prudence, se retira sur Palaiseau, après avoir brûlé ses cantonnements. Cinq ans après, en 1567, ce prince revenait assiéger Paris et, sur sa route, il incendiait, à Arcueil, le château des Guise. Au Bourg-la-Reine, l’église, tandis qu’à Bagneux, il faisait abattre la flèche en pierre du clocher.
En 1569, Henri de Bourbon, futur roi de Navarre en 1572 et de France de 1589 à 1610, sous le nom de Henri IV, vint à Bagneux et y campa avec ses troupes au retour d'une expédition dans le pays de Caux et le Vexin sous le règne de Charles IX mort en 1574. C'est Henri III qui devient roi et sera assassiné en 1589.
En 1580, dans un procès-verbal de la coutume de Paris, l'abbaye Saint-Victor de Paris prend le titre de « Seigneur en partie de Bagneux ».
Le 1er août 1589, le roi Henri III est assassiné. Avec lui disparaît la dynastie des Valois.
Le 31 octobre 1589, le quartier général d’Henri IV était à Bagneux, dans une maison près de la grande rue, qui servira de ferme en 1779 à monsieur de Surbeck. Tandis qu’une grande partie de son armée royale occupait Fontenay. Le roi avait un appréciait le vin de Bagneux et ses promenades sur un chemin qui s’appelle encore la route du Vert Galant, quand il se rendait auprès de Gabrielle d'Estrées, installée au Bourg-la-Reine.
La confrérie Saint-Yves de Paris était possessionnée Bagneux le 20 décembre 1595.

#### XVIIesiècle
Le roi Louis XIV y faisait des chasses royales régulièrement.
D’après une déclaration de justice et domaine faite en 1622 par Messieurs du Chapitre, Notre Dame était seigneur d’une grande partie de Bagneux et de Fontenay. Par ailleurs, la paroisse de Bagneux est l'une des plus anciennes de ce qui correspond aujourd'hui au sud du département des Hauts-de-Seine. Il s'agit de l'église Saint-Hermeland, située près de la place Dampierre. Cela explique la dénomination d'origine des communes limitrophes : Châtillon-sous-Bagneux (actuel Châtillon), Fontenay-lès-Bagneux ou Fontenay-sous-Bagneux (devenue Fontenay-aux-Roses), Châtenay-sous-Bagneux (devenue Châtenay-Malabry). Ces dénominations ont toutes été officiellement abandonnées aujourd'hui, même si l'on peut encore parfois trouver la mention de Châtillon-sous-Bagneux.
Louis François Deriot, garde-vaisselle et argentier de la maison du Roi, qui demeurait rue Saint-Thomas-du-Louvre à Paris, entre 1635 et 1646, année de sa mort, avait une maison à Bagneux. Il offrit en 1635 à l'église Saint-Hermeland de Bagneux le bénitier qui y est toujours conservé, et auprès duquel il fut inhumé.
Un arrêt du Parlement du 23 janvier 1672, qui ordonne l'exécution d'un testament portant que les religieux feront le service de la paroisse de Bagneux

#### XVIIIesiècle
En 1743, maître Pierre Pelart, prévôt de Bagneux et de Fontenay, député du chapitre de Paris, représente celui-ci parrain d'une des cloches de l'église de Fontenay, lors du baptême de celle-ci,.
Le prix du pain a doublé entre 1787 et juillet 1789. On sème encore du blé et du seigle à Bagneux, mais la famine guette en cette année. Les Balnéolais rédigent un cahier de doléances.

### Révolution française et Empire
En 1783, le fief de Bagneux était au bénéfice de Pierre-François Papin, chanoine pénitencier du Chapitre de Notre-Dame de Paris.
Les biens du chapitre furent recensés conformément au décret du 13 novembre 1789, travail réalisé par M. Barbié receveur général du chapitre et donne pour cette commune l'existence du manoir seigneurial, auditoire et prison. Cette seigneurie a dans sa mouvance les fiefs de Garlande, de La Luisette et une partie de la seigneurie de Châtillon. Une partie de la seigneurie n'étant pas décimable dans sa nature ou dans la dîme du Chapitre, les droits de dîme ne s'étendent que sur 1 125 arpents. Les terres situées sur Bagneux, Sceaux et Châtillon, comprennent 125 perches. On note que si le pénitencier n'était pas chanoine, il devait rendre l'hommage à genoux au Chapitre pour son fief de Bagneux.
En tant que décimateur ou gros propriétaire, le Chapitre est tenu de contribuer à la restauration des chœurs et cancels des églises, des clochers et des presbytères. Il avait également à constituer et à payer les gros, demi-gros, portions congrues, et redevances des prêtres de village dont Bagneux, pour les deux premières. La paroisse de Bagneux prend part dans la fondation de l'école d'Eaubonne en 1790, même si les maîtres de l'école de Bagneux furent obligés de recourir à une demande secours en 1789. Le chapitre accorda 75 livres, et il consentit un peu plus tard une avance de 75 livres à nouveau

### Époque contemporaine

#### XIXesiècle
Lors de la révolution de 1848, le conseil municipal fit savoir le 12 mars au gouvernement provisoire son adhésion entière et sincère à la République française. Le 19 novembre 1848, une fête fut organisée pour célébrer la promulgation de la Constitution au cours de laquelle fut chanté un Te Deum à l'église paroissiale, avec lecture de la Constitution. Les indigents de la commune reçurent un pain, un pot-au-feu et une falourde. Un banquet de 110 convives fut offert avec un bal populaire pour clore la journée.
Lors de la guerre franco-allemande de 1870, le 13 octobre 1870 eut lieu la Deuxième bataille de Châtillon contre les Prussiens à Bagneux sous la direction du commandant Picot de Dampierre (1836-1870), mort lors du combat.
En 1875, l'architecte Jacques-Paul Lequeux (1846-1907) entreprend la construction de la mairie qui ne sera décorée que des années plus tard.
Le 3 février 1877, Victor Moyaux (1847-1908) tue sa fille en la jetant dans un puits à Bagneux. Le 16, il tente de tuer sa femme, née Minard qui, réfugiée chez son père au 13, rue de Bagneux à Paris, à l'encoignure de la rue de Châtillon, est obligée de sauter du premier étage pour échapper au meurtrier, lequel blesse d'une balle son beau-père. Une foule immense assista aux obsèques de Jeanne Moyaux célébrées à l'église Saint-Hermeland de Bagneux le 14 mars 1877. L’assassin fut arrêté et le 16 mai 1877, la cour d'assise de la Seine le condamna à la déportation à perpétuité au bagne de Nouvelle-Calédonie où il mourut le 9 octobre 1908. Un auteur du nom de Maxime Dauritz tira de ce drame une pièce de théâtre en 5 acte et 7 tableaux, dont le titre est Le puits des quatre chemins, qui fut jouée le 16 avril 1880 au théâtre du Château-d'Eau,.

#### XXesiècle
Les premières implantions de l'électricité ont lieu à Paris vers 1880, mais son implantation sera lente car le procédé était à l'époque jugé dangereux, et de surcroît d'un coût plus élevé que le gaz. À Bagneux des pourparlers furent engagés avec la société Est-Lumière avant 1914 et furent interrompus par la guerre. Le 11 avril 1922 un traité est signé pour la fourniture de l'éclairage et la fourniture d'électricité pour les endroits les plus peuplés, et le centre ville. Pour les autres un abonnement de trois ans et un minimum de consommation sont exigés en contrepartie des travaux d'installation. En 1927 les voies de la Fontaine, du Port Galand, des Brugnauts, des Sablons, de la Lisette ne sont toujours pas raccordés.
En 1991 est créée l'Association des Bagneux de France, regroupant les sept communes homonymes des Hauts-de-Seine, de l'Allier, de l'Indre, de la Marne, de la Meurthe-et-Moselle, de l'Aube et de l'Aisne, dont les maires et les représentants se réunissent annuellement dans l'une de ces sept communes.

#### XXIesiècle
En janvier 2006, Bagneux fut le lieu du crime antisémite d'Ilan Halimi qui généra l'affaire du gang des barbares.
En mars 2016, la police interpelle un octogénaire balnéolais et sa voisine chez lequel sont recelés plusieurs milliers d'objets religieux qu'ils avaient dérobés dans les églises de la région parisienne,.
Le 1er mars 2019, le grand chantier du quartier des Mathurins débute sur une superficie de 15 ha, dont 3,2 en parcs et jardins. Le chantier verra la réalisation de 2 500 logements, un groupe scolaire, annexe du lycée Lakanal, une résidence d'étudiants, 12 000 m2 de commerces divers et entre 50 000 à 70 000 m2 de bureaux le tout offrant la création de 4 000 emplois, sur l'ancien site de Thalès, puis de la Direction générale de l'armement.
Depuis le 13 janvier 2022 Bagneux est desservie par la ligne 4 du métro de Paris avec les stations Barbara et Bagneux - Lucie Aubrac.

## Politique et administration

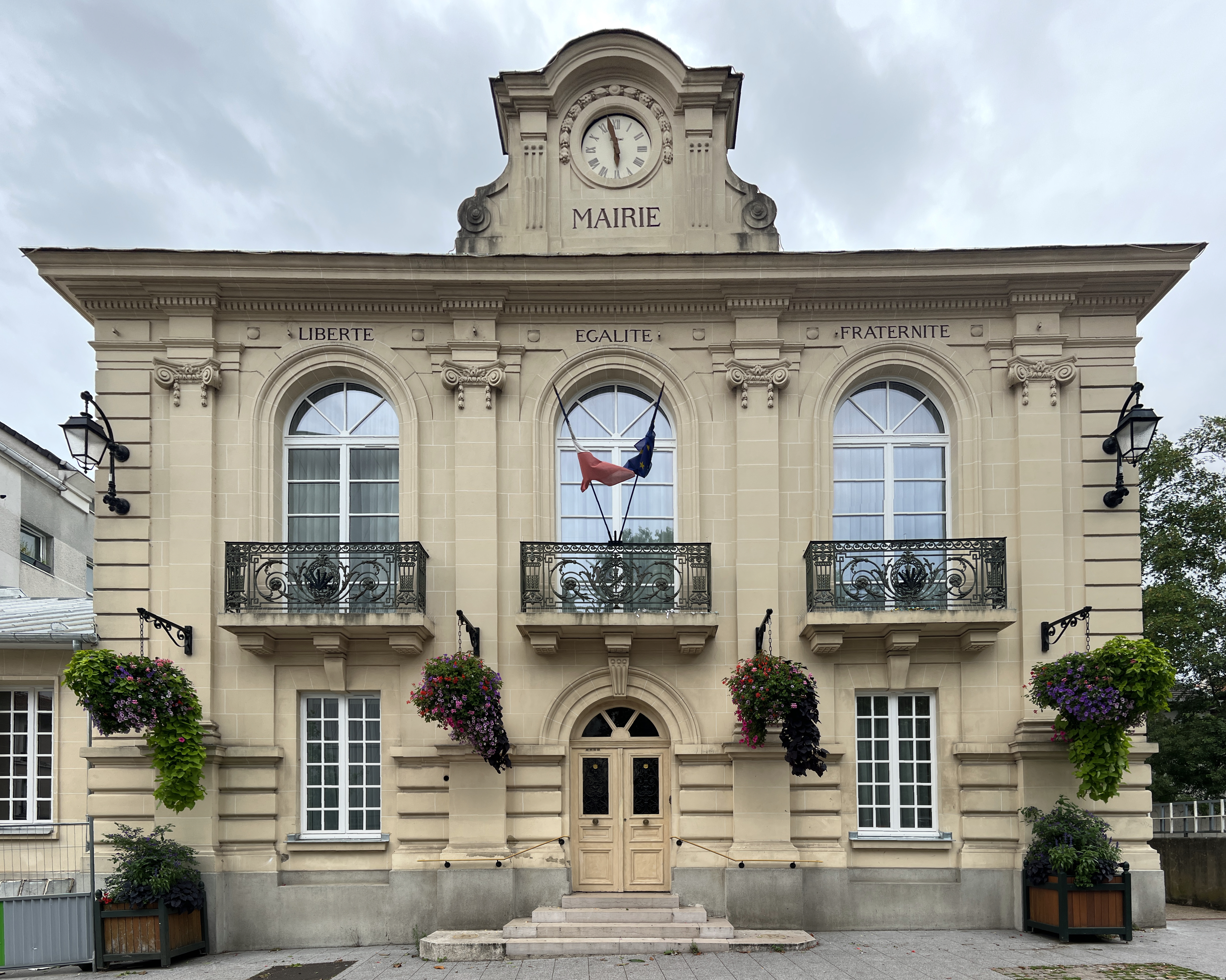
Ancienne mairie.

### Rattachements administratifs et électoraux

#### Rattachements administratifs
Jusqu’à la loi du 10 juillet 1964, la commune faisait partie du département de la Seine. Le redécoupage des anciens départements de la Seine et de Seine-et-Oise fait que la commune appartient désormais au département des Hauts-de-Seine et à son arrondissement d'Antony à la suite d'un transfert administratif effectif le 1er janvier 1968.
Elle faisait partie depuis 1801 du canton de Sceaux de la Seine. Lors de la mise en place des Hauts-de-Seine, elle devient en 1967 le chef-lieu du canton de Bagneux. Dans le cadre du redécoupage cantonal de 2014 en France, cette circonscription administrative territoriale a disparu, et le canton n'est plus qu'une circonscription électorale.

#### Rattachements électoraux
Pour les élections départementales, la commune est depuis 2014 le bureau centralisateur d'un nouveau canton de Bagneux
Pour l'élection des députés, elle fait partie de la onzième circonscription des Hauts-de-Seine.

### Intercommunalité
La commune était membre de la communauté d'agglomération Sud de Seine créée en 2005.
Dans le cadre de la mise en œuvre de la volonté gouvernementale de favoriser le développement du centre de l'agglomération parisienne comme pôle mondial est créée, le 1er janvier 2016, la métropole du Grand Paris (MGP), à laquelle la commune a été intégrée.
La loi portant nouvelle organisation territoriale de la République du 7 août 2015 (Loi NOTRe) prévoit également la création le 1er janvier 2016 d'établissements publics territoriaux (EPT), qui regroupent l'ensemble des communes de la métropole à l'exception de Paris, et assurent des fonctions de proximité en matière de politique de la ville, d'équipements culturels, socioculturels, socio-éducatifs et sportifs, d'eau et assainissement, de gestion des déchets ménagers et d'action sociale, et exerçant également les compétences que les communes avaient transférées aux intercommunalités supprimées
La commune fait donc partie depuis le 1er janvier 2016 de l'établissement public territorial Vallée Sud Grand Paris, créé par un décret du 11 décembre 2016.
L'EPT exerce, outre les compétences attribuées par la loi à cette catégorie d'établissement public de coopération intercommunale (EPCI), celles que les communes avaient transféré aux anciennes intercommunalités supprimées à l'occasion de sa création :
- communauté de communes de Châtillon-Montrouge (Montrouge, Châtillon) ;
- communauté d'agglomération des Hauts-de-Bièvre (Châtenay-Malabry, Antony, Bourg-la-Reine, Le Plessis-Robinson, Sceaux dans les Hauts-de-Seine – les deux communes essonniennes de Verrières-le-Buisson et Wissous ayant rattachées à la communauté d'agglomération Paris-Saclay) ;
- communauté d'agglomération Sud de Seine (Fontenay-aux-Roses, Bagneux, Clamart, Malakoff).

### Tendances politiques et résultats
Les Balnéolais votent majoritairement à gauche et le maire est communiste depuis 1935.
Lors du premier tour des élections municipales de 2020 dans les Hauts-de-Seine, la liste (PCF-PS-G.s-LFI-EÉLV) menée par la maire sortante, Marie-Hélène Amiable obtient la majorité absolue des suffrages exprimés, avec 4 467 voix (60,74 %, 36 conseillers municipaux dont un métropolitain élus), devançant largement les listes menées par :
- Patrice Paul Maurice Martin (UDI) : 1 526 voix, 20,75 %, 4 conseillers municipaux élus ;
- Fatima Kadouci (LREM-MoDem-MR) : 757 voix, 10,29 %, 2 conseillers municipaux élus) ;
- Saïd Zani (SE) : 384 voix, 5, 22 %, 1 conseiller municipal élu ;
- Franck Rollot (LO) : 124 voix, 1,68 %, pas d'élu ;
- Dominique Teixeira (EXG) : 96 voix, 1,30 %, pas d'élu.

L'abstention s'est élevée à 65,99 %. La contestation des résultats de l'élection a été rejetée par le tribunal administratif de Cergy.

### Administration municipale
Puisque la population balnéolaise se situe entre 40 000 et 49 999 habitants, le conseil municipal compte 43 membres.

### Liste des maires
| Période      | Période                       | Identité             | Étiquette | Qualité |
| ------------ | ----------------------------- | -------------------- | --------- | --- |
| 1944         | 1963                          | Albert Petit         | PCF       | Député de la Seine (1945 → 1951) Conseiller général de Bagneux (1959 → 1963) Décédé en fonction |
| janvier 1964 | mai 1985                      | Henri Ravera         | PCF       | Ajusteur puis journaliste sportif Conseiller général de Bagneux (1964 → 1982) Fondateur de 92 Radio (fusionnée dans TSF Jazz) Démissionnaire |
| 22 mai 1985  | 15 mai 2004                   | Janine Jambu         | PCF       | Secrétaire Députée des Hauts-de-Seine (11e circ.) (1993 → 2007) Conseillère générale de Bagneux (1964 → 1982) Démissionnaire |
| 15 mai 2004  | En cours (au 4 décembre 2020) | Marie-Hélène Amiable | PCF       | Enseignante Députée des Hauts-de-Seine (11e circ.) (2007-2012), Présidente de la CA Sud de Seine (2014 → 2015) Vice-présidente de l'EPT Vallée Sud Grand Paris (2016 → ) Conseillère départementale de Bagneux (2015 → 2021) Réélue pour le mandat 2020-2026, |

### Distinctions et labels
En 2008, Bagneux a reçu le label « Ville Internet @@@ ».
Bagneux bénéficie en 2014 du label « ville fleurie » avec trois fleurs attribuées par le Conseil national des villes et villages fleuris de France au concours des villes et villages fleuris.

### Jumelages
Au 1er janvier 2010, Bagneux est jumelée avec :
- Vanadzor (Arménie) depuis 1968[110] ;
- Turin (Italie) depuis 1978[110] dans le but d'échanges sportifs et culturels ;
- Neath Port Talbot (Pays de Galles) depuis 1980[110] ;
- Grand-Bourg (Guadeloupe) depuis 1998.

## Population et société

### Démographie

#### Évolution démographique
L'évolution du nombre d'habitants est connue à travers les recensements de la population effectués dans la commune depuis 1793. Pour les communes de plus de 10 000 habitants les recensements ont lieu chaque année à la suite d'une enquête par sondage auprès d'un échantillon d'adresses représentant 8 % de leurs logements, contrairement aux autres communes qui ont un recensement réel tous les cinq ans,.

En 2022, la commune comptait 43 647 habitants, en évolution de +9,77 % par rapport à 2016 (Hauts-de-Seine : +2,75 %, France hors Mayotte : +2,11 %).
| 1793 | 1800 | 1806 | 1821 | 1831 | 1836 | 1841  | 1846  | 1851  |
| ---- | ---- | ---- | ---- | ---- | ---- | ----- | ----- | ----- |
| 493  | 592  | 638  | 660  | 879  | 930  | 1 075 | 1 201 | 1 156 |

| 1856  | 1861  | 1866  | 1872  | 1876  | 1881  | 1886  | 1891  | 1896  |
| ----- | ----- | ----- | ----- | ----- | ----- | ----- | ----- | ----- |
| 1 289 | 1 358 | 1 712 | 1 459 | 1 509 | 1 509 | 1 500 | 1 580 | 1 742 |

| 1901  | 1906  | 1911  | 1921  | 1926  | 1931  | 1936   | 1946   | 1954   |
| ----- | ----- | ----- | ----- | ----- | ----- | ------ | ------ | ------ |
| 2 199 | 2 273 | 2 752 | 3 491 | 5 414 | 8 398 | 12 492 | 12 425 | 13 774 |

| 1962   | 1968   | 1975   | 1982   | 1990   | 1999   | 2006   | 2011   | 2016   |
| ------ | ------ | ------ | ------ | ------ | ------ | ------ | ------ | ------ |
| 38 044 | 42 006 | 40 674 | 40 385 | 36 364 | 37 252 | 38 936 | 38 002 | 39 763 |

| 2021   | 2022   | - | - | - | - | - | - | - |
| ------ | ------ | - | - | - | - | - | - | - |
| 43 699 | 43 647 | - | - | - | - | - | - | - |

En 1709, lors de la première édition du dénombrement de l’élection de Paris, on comptait dans cette paroisse 116 feux, en 1745 on n'en compte plus que 100. Le Dictionnaire géographique universel de la France, imprimé en 1726 fait mention de 450 habitants.

#### Pyramide des âges
La population de la commune est relativement jeune. En 2018, le taux de personnes d'un âge inférieur à 30 ans s'élève à 41,1 %, soit au-dessus de la moyenne départementale (38,4 %). À l'inverse, le taux de personnes d'âge supérieur à 60 ans est de 17,8 % la même année, alors qu'il est de 20 % au niveau départemental.
En 2018, la commune comptait 19 343 hommes pour 21 469 femmes, soit un taux de 52,60 % de femmes, légèrement supérieur au taux départemental (52,41 %).
Les pyramides des âges de la commune et du département s'établissent comme suit.
| Hommes | Classe d’âge | Femmes |
| ------ | ------------ | ------ |
| 0,5    | 90 ou +      | 1,6    |
| 4,2    | 75-89 ans    | 5,7    |
| 11,5   | 60-74 ans    | 11,9   |
| 18,0   | 45-59 ans    | 19,2   |
| 23,4   | 30-44 ans    | 21,5   |
| 20,1   | 15-29 ans    | 20,1   |
| 22,3   | 0-14 ans     | 19,9   |

| Hommes | Classe d’âge | Femmes |
| ------ | ------------ | ------ |
| 0,6    | 90 ou +      | 1,6    |
| 5,2    | 75-89 ans    | 7,2    |
| 12,1   | 60-74 ans    | 13,5   |
| 19,3   | 45-59 ans    | 19,4   |
| 22,6   | 30-44 ans    | 21,9   |
| 20,2   | 15-29 ans    | 18,9   |
| 19,9   | 0-14 ans     | 17,4   |

### Enseignement
Bagneux est située dans l'académie de Versailles.
En 2009, la ville administre dix écoles maternelles et neuf écoles élémentaires communales.
Le département gère trois collèges : Henri-Barbusse, Joliot-Curie, Romain-Rolland et la région Île-de-France un lycée : le lycée professionnel Léonard-de-Vinci.
Par ailleurs, la Fondation d'Auteuil gère à Bagneux l'ensemble scolaire Saint-Gabriel, Saint-François d'Assise, établissement d'enseignement privé catholique.

### Équipements culturels

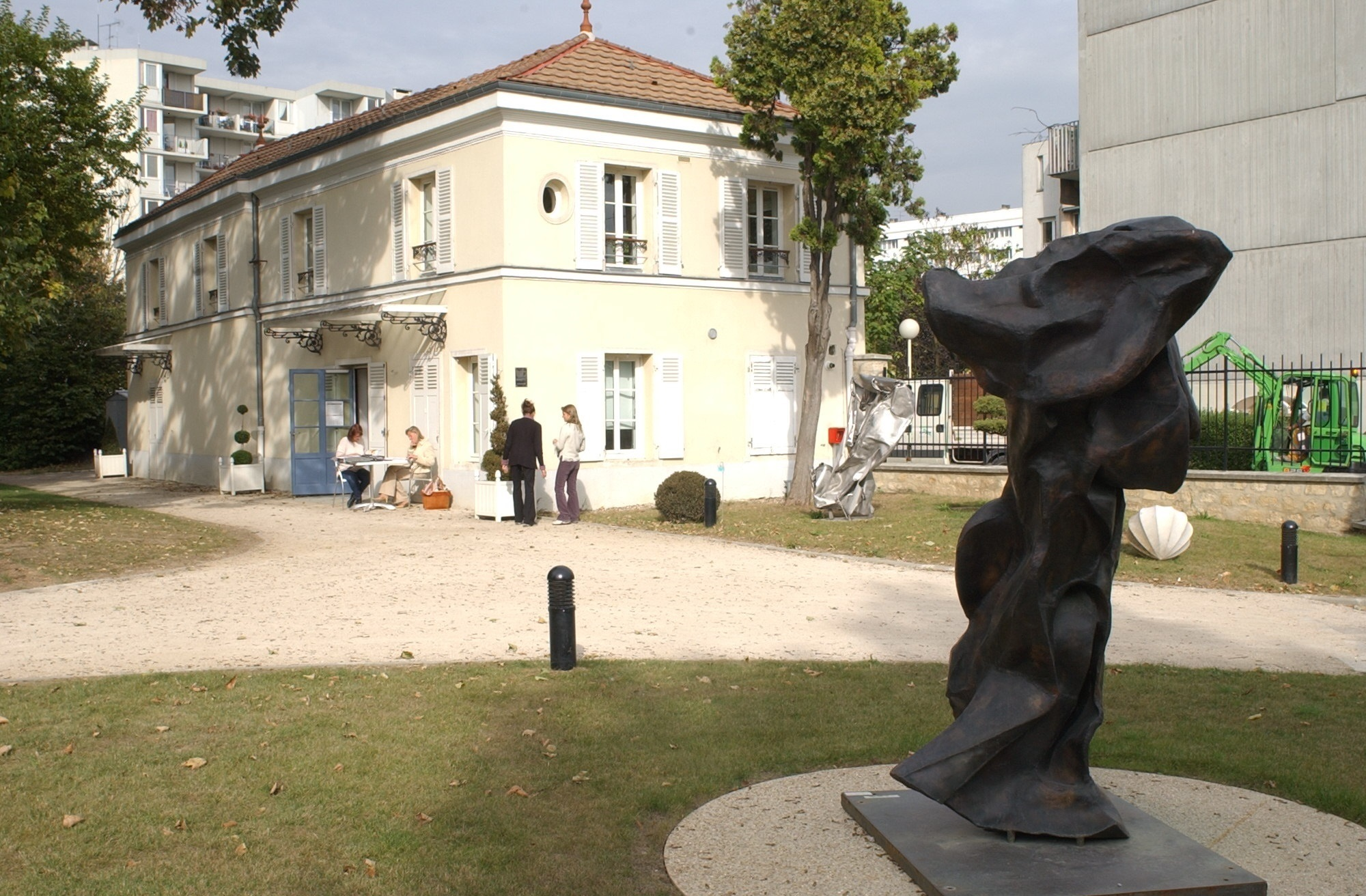
La maison des Arts de Bagneux.

Outre son musée, la commune dispose de nombreux équipements culturels :
- la Chaufferie, Studio de répétition et d'enregistrement « Musiques Actuelles » ;
- Le Plus Petit Cirque du monde, Centre des arts du cirque et des cultures émergentes ;
- la médiathèque Louis-Aragon avec fonds spécialisés (bandes dessinées, arts du cirque…) ;
- la maison des Arts ;
- le théâtre Victor-Hugo ;
- le Conservatoire de musique et de danse ;
- le centre social et culturel Jacques-Prévert ;
- le centre social et culturel Fontaine-Gueffier ;
- la web-radio associative Otoradio (reportages réguliers sur la vie culturelle, associative) ;
- Bagneux Télévision, dit aussi BxTv (association), télévision sur le web créée en 2015.

Le premier cinéma de Bagneux était le Lux. Ouvert en 1938 avenue Aristide-Briand, il pouvait accueillir jusqu'à 500 spectateurs. En 1947, Robert Ogier fait construire un second cinéma au 10, rue Jean-Baptiste Fortin. D'abord appelé Le Dampierre, il prend ensuite le nom de Rex. Soumis à la rude concurrence des complexes multisalles, le Rex a été détruit en 1965 et le Lux en 1989. C'est aujourd'hui le théâtre Victor-Hugo qui fait office de salle de cinéma,.

### Santé
La ville dispose d'un centre municipal de santé.

### Sport

#### Clubs
- Club olympique multisports de Bagneux (COMB).
- Association Sportive et Culturelle de Bagneux (ASC).

#### Équipements
- Stades : parc de loisirs et de sports, stade René-Rousseau, stade Albert-Petit, stade Pierre-Sémard, stade Port-Talbot, plaine des jeux Maurice-Thorez.
- Gymnases : Joliot-Curie, Jean-Marin-Naudin, Jean-Guimier, Henri-Wallon, Paul-Éluard, Janine-Jambu et Romain-Rolland.
- Tennis-club : 11 courts.
- Piscine : inaugurée en 1969, entièrement restaurée en 2014, elle conserve de l'époque de sa construction les deux plongeoirs (2 planches de hauteurs normalisées, respectivement de 1 m et de 3 m). Agrandie, elle offre un espace de détente avec hammam, saunas, salle de repos, un solarium, une pataugeoire. Le bassin sportif de cinq couloirs, profondeur allant de 1,97 m à 4,06 m, un bassin d'apprentissage de 12,5 × 12,5 m, profondeur allant de 0,6 m à 1,49 m. Accès pour les personnes à mobilité réduite. Outre la natation on peut y pratiquer le plongeon, le water-polo et la plongée sous-marine[122].

### Manifestations culturelles et festivités

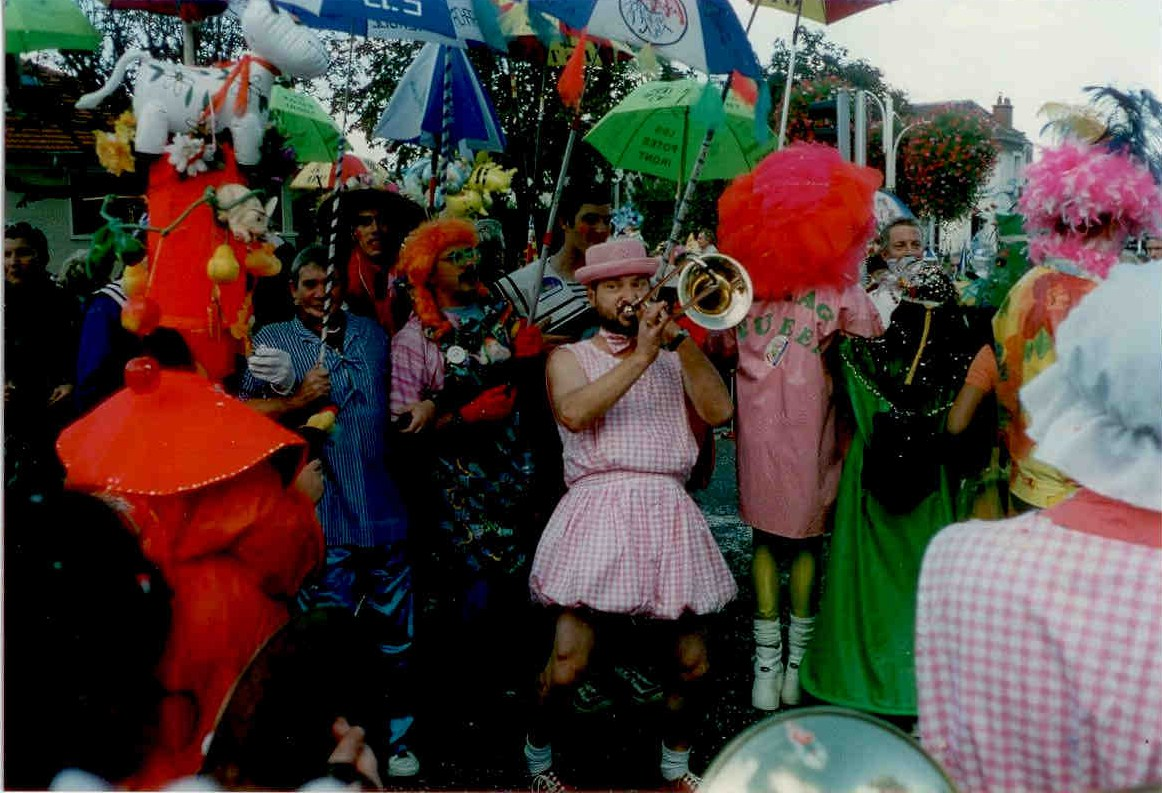
La Fête des vendanges en 2000.

Plusieurs manifestations annuelles sont proposées :
- en avril-mai : « Alliances urbaines », festival annuel depuis 1998[123] ;
- fin juin : « Hip Cirq », festival de cirque et de hip-hop organisé par Le Plus Petit Cirque du monde annuel depuis 2009 ;
- en juin : fête du sport et des associations ;
- le dernier week-end de septembre : fête des vendanges, festival des arts de la rue qui propose des spectacles de compagnies d'arts de rue, une foire-à-tout, le pressurage du raisin et pour les jeunes l'espace « Si t'es Môme » dans un parc scénographié par l'artiste Françoise Reiffers ;
- de la mi-juillet à la mi-août : « Copacabagneux » ;
- en novembre : festival de théâtre « Auteurs en actes » ;
- en décembre : le marché de Noël, sur la place Dampierre.

### Cultes

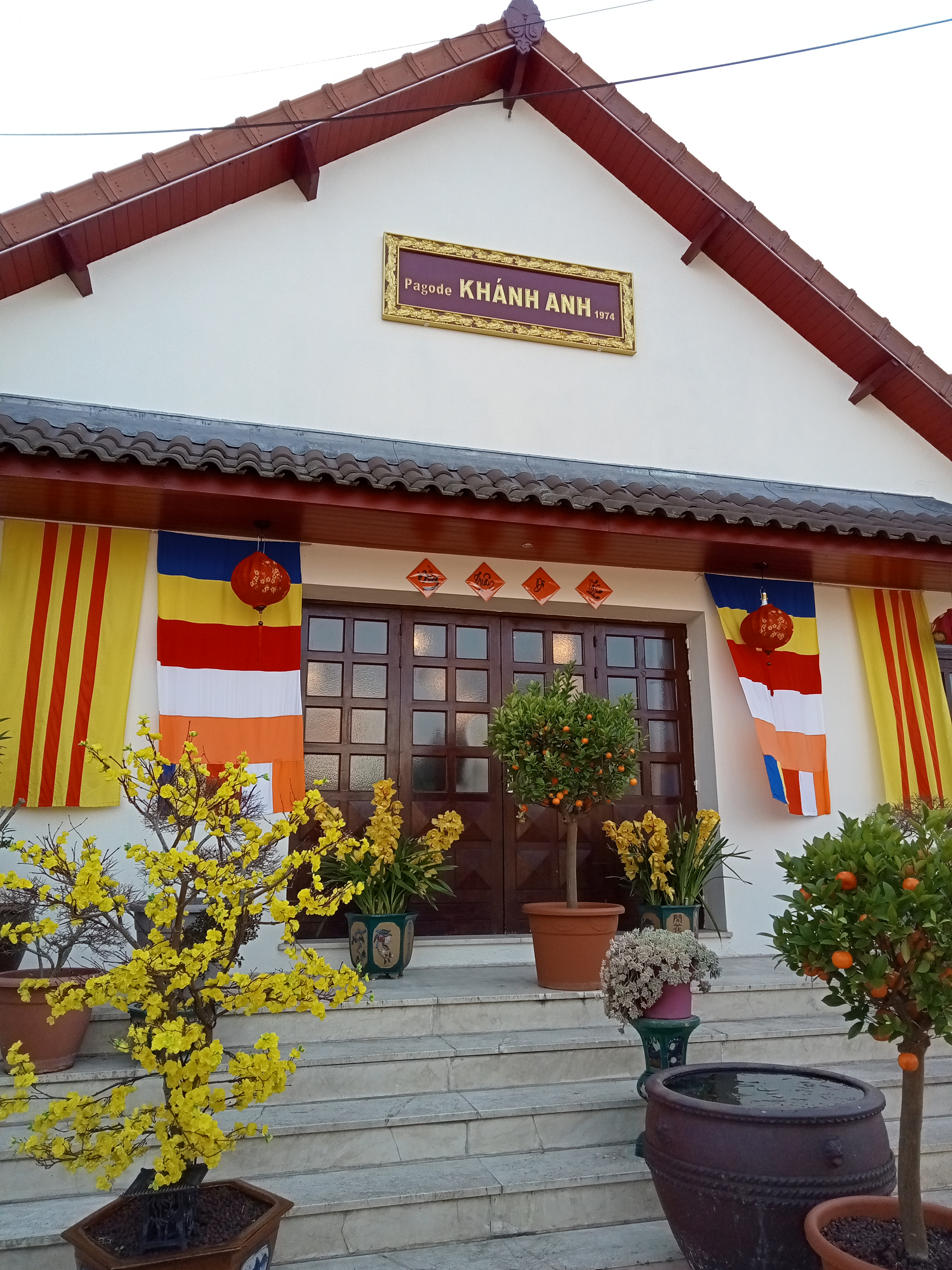
Pagode bouddhique Kanh Anh de Bagneux.

Les Balnéolais disposent de lieux de culte bouddhique, catholique, israélite, musulman et protestant :
- Culte bouddhique : la communauté bouddhique dispose de deux pagodes : Khanh Anh et Dhammareingsei (theravada Cambodge)[124].
- Culte catholique : depuis janvier 2010, Bagneux fait partie du doyenné de la Pointe-Sud, l'un des neuf doyennés du diocèse de Nanterre et, au sein de ce doyenné, les lieux de culte catholique relèvent de l'ensemble pastoral sous la responsabilité du curé « Ensemble pastoral de Bagneux » qui couvre à Bagneux la paroisse Saint-Hermeland (lieu de culte : l'église Saint-Hermeland de Bagneux), la paroisse Sainte-Monique (lieu de culte : l'église Sainte-Monique de Bagneux et la chapelle Saint-René de Bagneux[125]. Outre ces lieux, le culte catholique est célébré au sein des communautés religieuses établies à Bagneux : les Filles de la Charité ou sœurs de Saint Vincent de Paul, les Filles du Saint-Esprit, les Filles Missionnaires de la Sainte-Famille de Nazareth et les Augustins[126],[127].

- Culte israélite : la synagogue de Bagneux est inaugurée le 23 juin 2019 rue Ledru-Rollin[128].
- Culte musulman : la communauté musulmane dispose d'une salle de prière et d'une mosquée à Bagneux[129].
- Culte protestant : une église adventiste[130] regroupant la communauté adventiste du septième jour est présente à Bagneux.

## Économie

### Revenus de la population et fiscalité
En 2010, le revenu fiscal médian par ménage était de 27 889 €, ce qui plaçait Bagneux au 17 882e rang parmi les 31 525 communes de plus de 39 ménages en métropole.
En 2020, la médiane du revenu disponible par unité de consommation était de 20 490€. Elle était intérieur à la moyenne française (22 320€), à la moyenne régionale de l'Île-de-France (24 490€) ainsi qu'à celle du département des Hauts-de-Seine (28 810€).

### Emploi
En 2020, la population de Bagneux se répartissait ainsi : 77,3 % d'actifs et 22,7 % d'inactifs dont 3 % de retraités et 10,8 % d'élèves, d'étudiants et de stagiaires non rémunérés.
Le taux de chômage était de 15,4%, en hausse par rapport à 2009 (13,9 %), et 1999 (13,5 %).
Chiffres 2020 (INSEE) : population de 15 ans ou plus
- Agriculteurs exploitants : 0
- Artisans, commerçants, chefs d’entreprises : 791 (2,4 %)
- Cadres : 4 381 (13,2 %)
- Professions intermédiaires : 5 336 (16 %)
- Employés : 7 413 (22,3 %)
- Ouvriers : 2 360 (9,8 %)
- Retraités : 5 678 (17,1 %)
- Autres personnes sans activité professionnelle : 6 431 (19,3 %)

### Entreprises et commerces
Fin 2020, Bagneux comptait 789 établissements actifs employeurs : 548 dans le commerce, le transport et les services divers, 112 dans la construction, 87 dans l'administration publique, enseignement, santé, action sociale et 42 dans l'industrie.
En 2021, 782 entreprises ont été créées à Bagneux dont 612 entreprises individuelles.
En 2019, la Société CATU, installée sur le territoire de la commune depuis 1953, emploie 162 salariés dans 57 métiers différents et réalise 36 millions d'euros de chiffre d'affaires, dont 40 % à l'exportation. Elle est leader mondial dans son secteur d'activité concernant le matériel électrique.
L'économie sociale et solidaire est très dynamique sur le territoire de Bagneux. Les leaders sont représentés par Les Charpentiers de Paris, La Moderne (SCOP) et Le Plus Petit Cirque du monde (association).

#### Les marchés
En 1885, la municipalité pense qu'il est nécessaire d'établir un marché de comestibles et articles divers, car les habitants doivent se rendre soit à Fontenay, soit à Montrouge ou encore Bourg-la-Reine pour s'approvisionner. Une place fut créée à l'emplacement de l'ancien cimetière de Bagneux qui reçut le patronyme de place Dampierre. En mars 1923 s'y ouvrit les mardis et vendredis de 8 h à 13 h le premier marché dans la commune. Cinq ans plus tard, en novembre 1928, un second marché ouvre les jeudis et dimanches dans le bas de l'avenue Abert-Petit jusqu'en bordure de la N 20 d'alors. Un éphémère troisième marché verra le jour en avril 1936, les mercredis et samedis, dans la Cité des Oiseaux, mais devra cesser devant le succès de celui de l'avenue Albert-Petit. Ce marché restera longtemps le plus gros centre d'approvisionnements en denrées alimentaires de toute la région environnante. En 1954, un projet de reconstruction de ce marché qui prévoit d'être couvert avec 400 places et un parking est adopté. La ville fait l'acquisition de 13 000 m2 de terrain entre la petite chapelle Saint-René et le groupe scolaire Henri-Barbusse. En 1960, le marché est opérationnel avec son parking souterrain. En 1993, un nouveau bâtiment est construit ; il est rénové en 2018-2019. Le marché du Centre fut déplacé en 1980 sous le gymnase Jean-Guimier, puis fermera faute de clients. En 2006, ce marché retrouve la place Dampierre les vendredis soir et les samedis matin depuis 2017.

## Culture locale et patrimoine

### Lieux et monuments

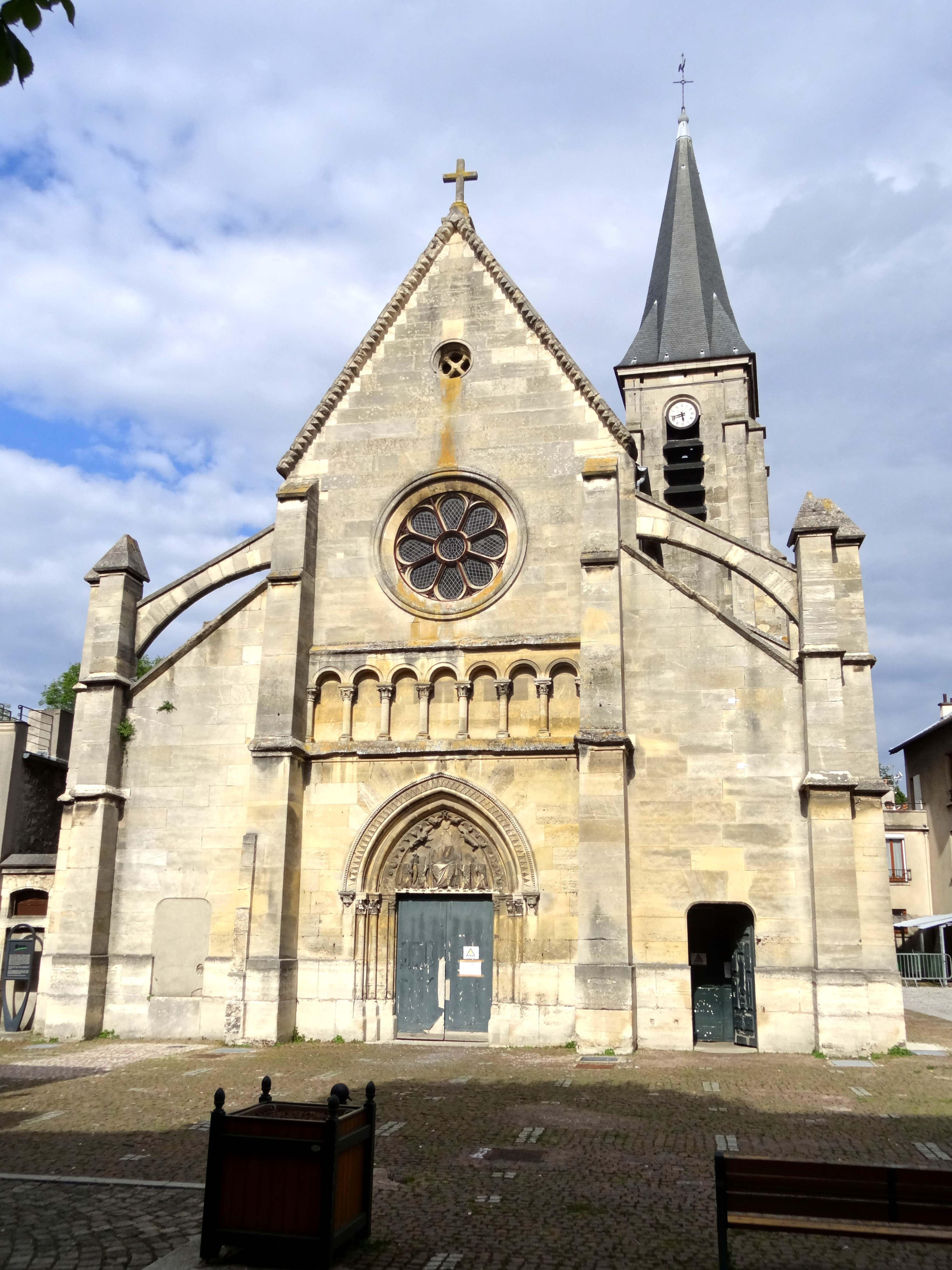
L'église Saint-Hermeland.

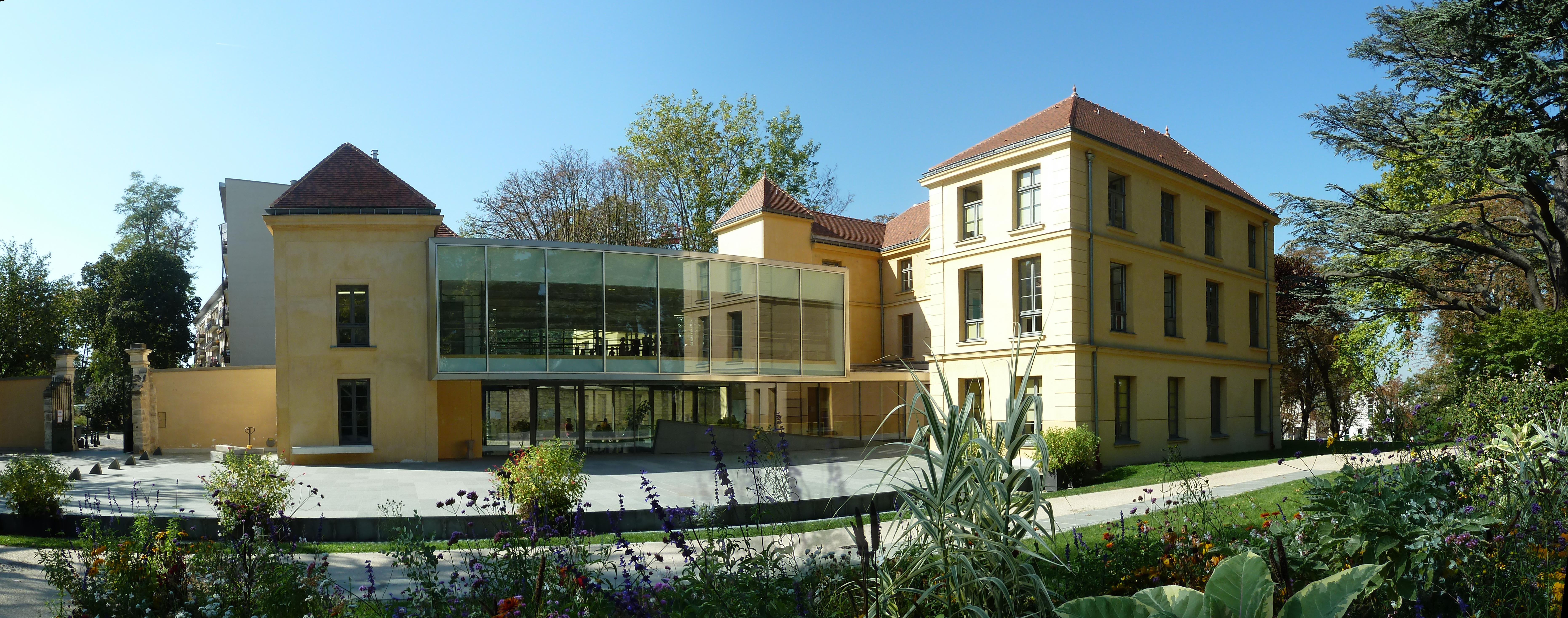
La maison de Richelieu.

La commune comprend de nombreux monuments répertoriés à l'inventaire général du patrimoine culturel de la France :
- église Saint-Hermeland de Bagneux (XIIe siècle) ;
- Manoir du Chapitre de Notre-Dame de Paris, avec auditoire, prisons et gibet aujourd’hui disparus ;
- château, dit maison des Marronniers : construite au XVIIIe siècle, cette maison, dont l’aile nord est en partie conservée, fut agrandie et restaurée vers 1880. Elle fut la propriété du comte Jacques Claude Beugnot, ministre de la Marine, puis des Finances sous la Restauration, qui y écrivit ses Mémoires et y mourut en 1835, 6 rue Pablo Neruda ;
- château de Garlande (XVIIe siècle), détruit en 1871 par son propriétaire ;
- ancien presbytère, dit maison Masséna (1760), acheté au maréchal Pierre Augereau par Masséna en 1808 pour y loger sa maîtresse Eugénie Renique (1780-1836) au 10, place de la République ;
- hôtel de Chevreuse, bâtisse du XIVe siècle, acheté par Pierre de Chevreuse le 13 mai 1377 à Guillaume de C… pour 49 livres parisis de rente. Le doyen et le chapitre de Paris confirment par lettres du 26 février 1378 l'achat de cette demeure dans leur mouvance.[réf. nécessaire] Aujourd'hui entièrement démoli et remplacé par un immeuble, seules les deux colonnes de l'entrée principales sont encore en place au 4, rue Albert-Petit ;
- Hôtel de ville, 57, avenue Henri-Ravera. Dans les années 1950, devant l'accroissement de la population, les différents services municipaux ne trouvant plus de place dans la mairie devenue trop petite se sont dispersés sur différents sites dans la ville. Le projet de les réunir sur un même site dont le projet est déjà bien avancé en 1970, mais les moyens financiers font défaut. La municipalité opte alors pour un projet moins onéreux en achetant un bâtiment existant. Il est acquis en 1977 pour une somme de 7,5 millions de francs. C'est un immeuble à usage de bureau d'une superficie de 1 600 m2, et d'ateliers de 1 500 m2 de la Compagnie Schlumberger, a été construit en 1959. Les travaux d'aménagements permettant de transformer ce lieu à sa nouvelle fonction furent entièrement réalisés par les équipes des services techniques de la ville de Bagneux au fur et à mesure de l'installation des différents services dans la nouvelle mairie. En 2017, un nouveau parvis est aménagé permettant une meilleure accessibilité au bâtiment avec devant un groupe sculpté par Pierre de Grauw[140] ;Paul Steck, Esquisse pour la mairie de Bagneux : paysage d'automne (1902), Paris, Petit Palais.

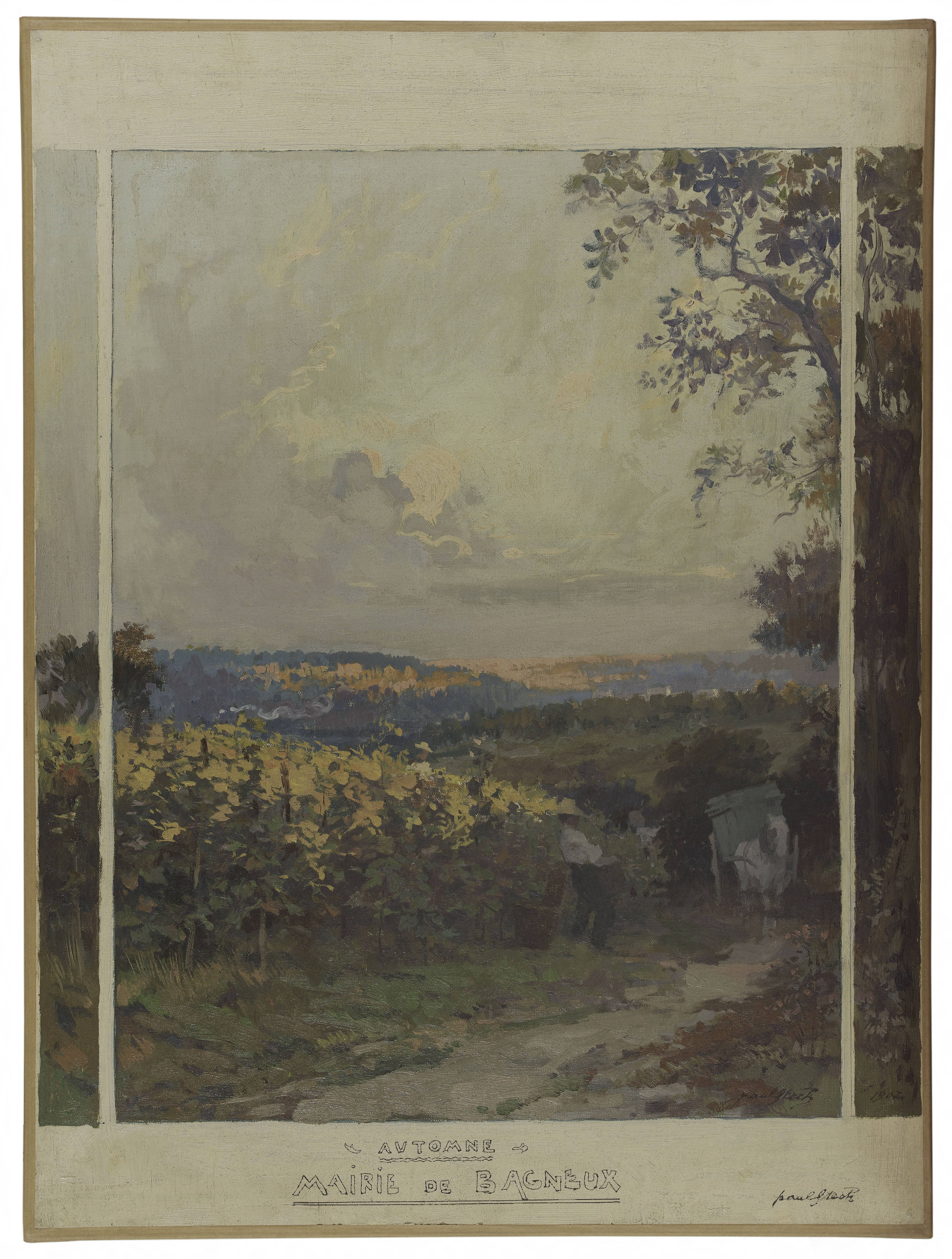
Paul Steck, Esquisse pour la mairie de Bagneux : paysage d'automne (1902), Paris, Petit Palais.

- ancienne mairie, 1, rue de la Mairie. Jusqu'en 1873, date à laquelle fut voté le principe de la construction d'un bâtiment, la mairie se trouvait au domicile du maire ou dans une maison en location[141]. La mairie fut édifiée en 1875, rue Pavée — qui deviendra la rue de la Mairie en 1898 — par l'architecte Jacques-Paul Lequeux (1846-1907). Elle abrite plusieurs tableaux datés du début du XXe siècle, dont ceux commandés à Eugène Victor Bourgeois (1855-1909) (Paysage de Bagneux en direction du Bois de Verrières) et à Paul Steck (1866-1924) ; (Les Vignes de Bagneux au soleil couchant). En 1905, Steck reçoit une nouvelle commande pour deux panneaux complémentaires[142]. L’arrière du bâtiment était jadis constitué par un square dans lequel se trouvaient les écoles ;
- maison de Richelieu (XVIIIe siècle) et son parc. On y trouve des arbres anciens et la sculpture Vénus et Cupidon, attribuée à Antoine Coysevox ou à son école, peut être à Jean-Baptiste Théodon (1645-1713)[141]. Elle fut mutilée lors de la guerre de 1870 ;

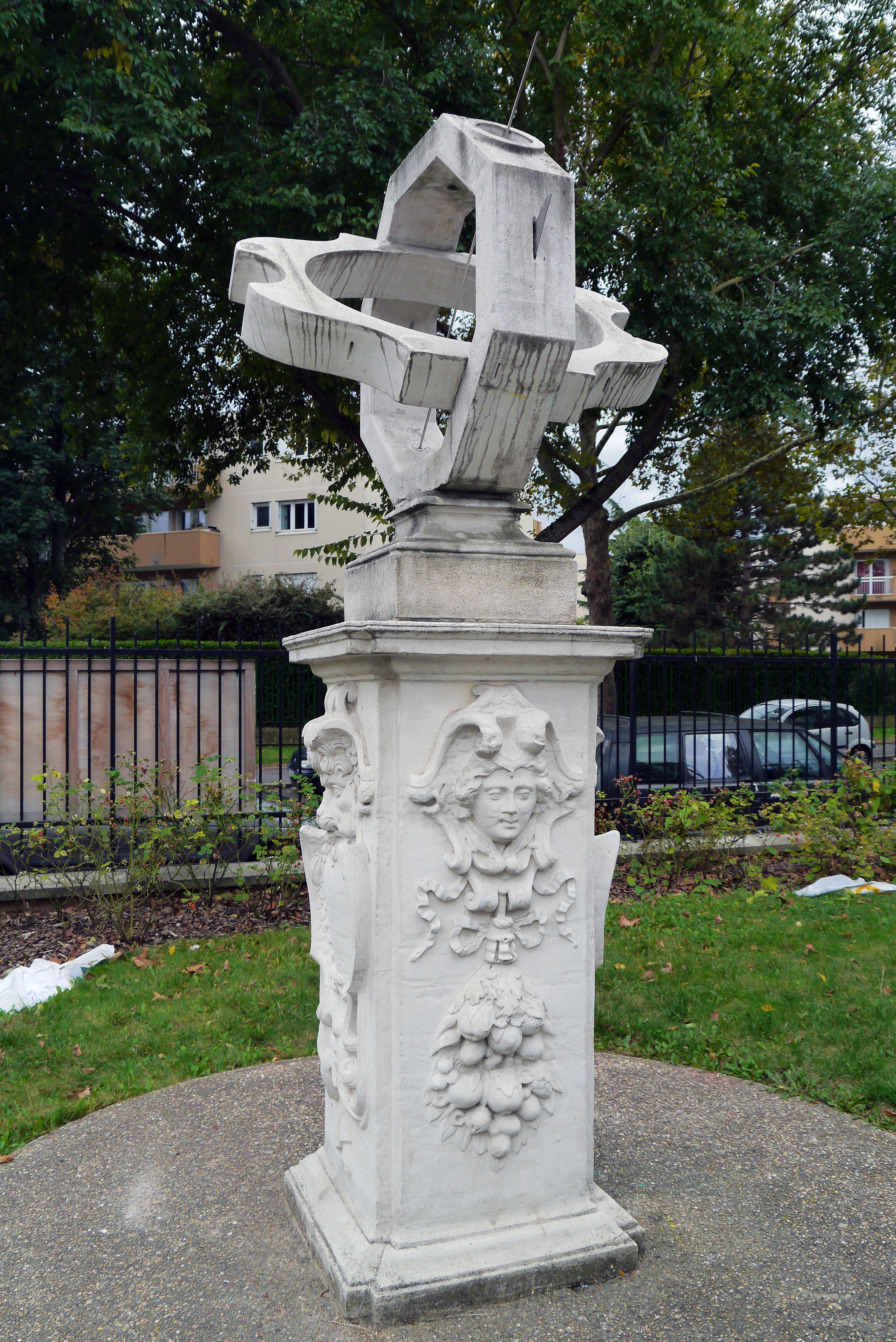
Cadran solaire (moulage de l'original du XVIIe siècle), parc de la maison de Richelieu.

- un gnomon, cadran solaire volumétrique, moulage d'un instrument astronomique du XVIIe siècle[143], orne le parc de la maison de Richelieu. Posé sur un piédestal sculpté de deux grands anneaux entrecroisés, l'un d'eux est un octaèdre régulier, disposé verticalement, l'autre un anneau elliptique de forme compliquée. Une série de lignes, de courbes et de graduations chiffrées couvre les faces de cet instrument sculpté dans la pierre régionale, un calcaire tendre[144]. Selon Louis Janin[145], cet instrument probablement unique au monde réunit différents cadrans solaires, chacun ayant sa fonction particulière selon les heures du jour et les saisons, puisqu'il peut marquer l'heure sur douze faces différentes. La date de construction et son constructeur sont inconnus, mais il est mentionné en 1718[146] ;
- Monument aux morts de la guerre de 1914-1918, 1922, par Paul Landowski, rue de la Mairie. Les listes des déportés et morts de la guerre 1939-1945, ceux des guerres d'Algérie, d'Indochine et de Corée ont été ajoutées postérieurement ;
- cimetière parisien de Bagneux, où reposent de nombreuses personnalités ;
- cimetière communal de Bagneux, où reposent quelques personnalités, avec un carré spécial pour les anciens maires ;
- place Dampierre, emplacement de l'ancien cimetière jusqu'au XIXe siècle, puis en 1923 emplacement du premier marché de Bagneux[réf. nécessaire] ;
- Cité du Champ des Oiseaux, par les architectes Eugène Beaudouin et Marcel Lods (1931-1935), avenue Henri-Barbusse ;
- fontaine Gueffier : érigée en 1767 au lieu-dit les Tartes à la demande de Claude Pierre Gueffier, imprimeur-libraire à Paris, qui fut propriétaire à Bagneux d’une importante demeure dont il ne reste aujourd’hui que le parc Rosenberg. Elle servit longtemps à alimenter le lavoir communal et constitua un point d’eau pour les habitants, les maraîchers et vignerons des alentours[141] ;
- immeuble d'habitation conçu par André Lurçat, rue Jean-Baptiste-Fortin ;
- clos des Sources au 4, rue des Fossés : pavillon de style classique réalisé par l'architecte René Loiseau, reconstruit sur un bâtiment du XVIIe siècle dont les caves voûtées servent à élever et conserver le vin de Bagneux. Celui-ci serait la réplique de l'ancien, mais aucun document ne l'atteste. Son portail à double battant en bois, provient d'un hôtel particulier du boulevard des Invalides à Paris.[réf. nécessaire] Y sont présentées les collections de Maugarny, concernant l'histoire de la ville ;
- la surface d'espaces verts de la commune est de 47,35 ha avec pour le plus grand, le parc François-Mitterrand, une superficie de 6,6 ha. En 2015, Bagneux comptait le plus grand nombre d'arbres remarquables du département des Hauts-de-Seine avec 750 spécimens[147].
- "Le Dampierre", sis 2, 2 bis, 4 rue de Fontenay, ancien estaminet repéré sur le cadavre de 1807 (bâtiment avec charpente du XVIIIe).
- Maison paysanne, sise 21,23,25 rue Salvador-Allende, ancienne ferme début du XIXe siècle avec cave voutée et portail en sifflet pour l'accessibilité par les charrettes.

### Bagneux et les arts

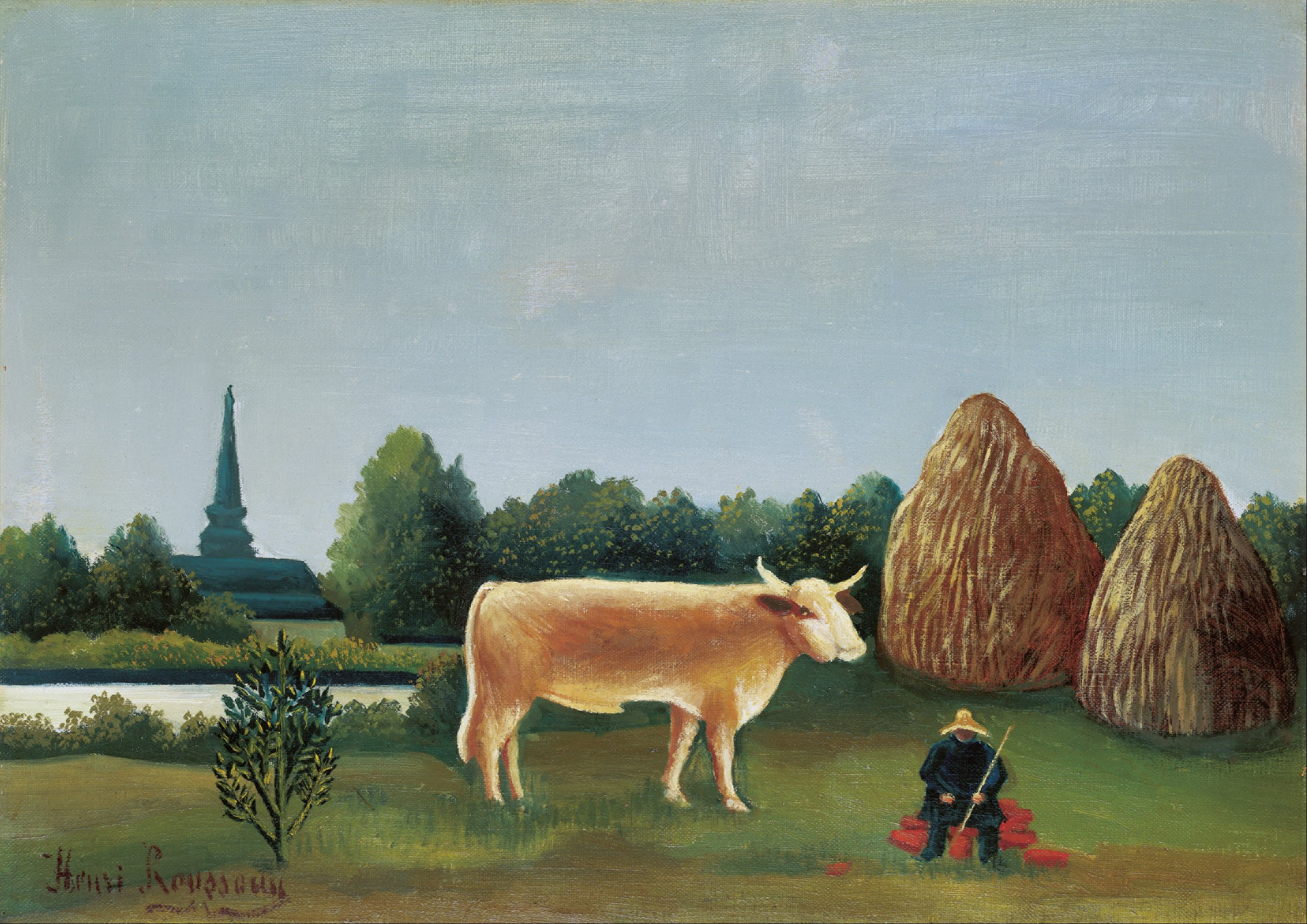
Henri Rousseau, Scène à Bagneux en banlieue de Paris (1909), Kurashiki, musée d'Art Ōhara.

- 1957 : décoration du groupe scolaire Travail par le sculpteur Pierre Sabatier (1925-2003), le plasticien Michel Deverne (1927-2012) et Samuel Papazian dans le cadre du 1 % artistique[148].
- 1959 : décoration du groupe scolaire des Blains par André Fougeron (1913-1998) dans le cadre du 1 % artistique[148].
- 1960 : décoration de l'école Joliot-Curie par le sculpteur Henri Lagriffoul (1907-1981), dans le cadre du 1 % artistique[149].
- 1965 : décoration du groupe scolaire de la rue du Général-Sarrail d'un mur sculpté par Yvette Vincent-Alleaume (1927-2011), et Philolaos Tlouplas (1923-2010)[150].
- 1997 : installation dans la résidence Étienne Hajdu de Nola, une sculpture en bronze de 1964 d'Étienne Hajdu[151].

### Associations
Plus de 280 associations répertoriées, couvrant tous les secteurs, sport, humanitaire, culture, loisirs, logement, formation, protection de la femme et de l'enfant, parmi celles-ci :
- Artmature groupement de sculpteurs, fondé par le père Pierre de Grauw (1921-2016) ;
- Bagn'Arts, peintres, dessinateurs, aquarellistes ;
- Bagneux : Village Remarquable ;
- Photo-club de Bagneux, fondé en 1963[153] ;
- C.R.A.C. L'Hébergerie ;
- Bagneux Environnement ;
- À Mots croisés ;
- Action sociale et solidaire ;
- Club olympique multisport de Bagneux, fondé en 1933[154],[155] ;
- Le Plus Petit Cirque du Monde.

### Exploitation des vignes

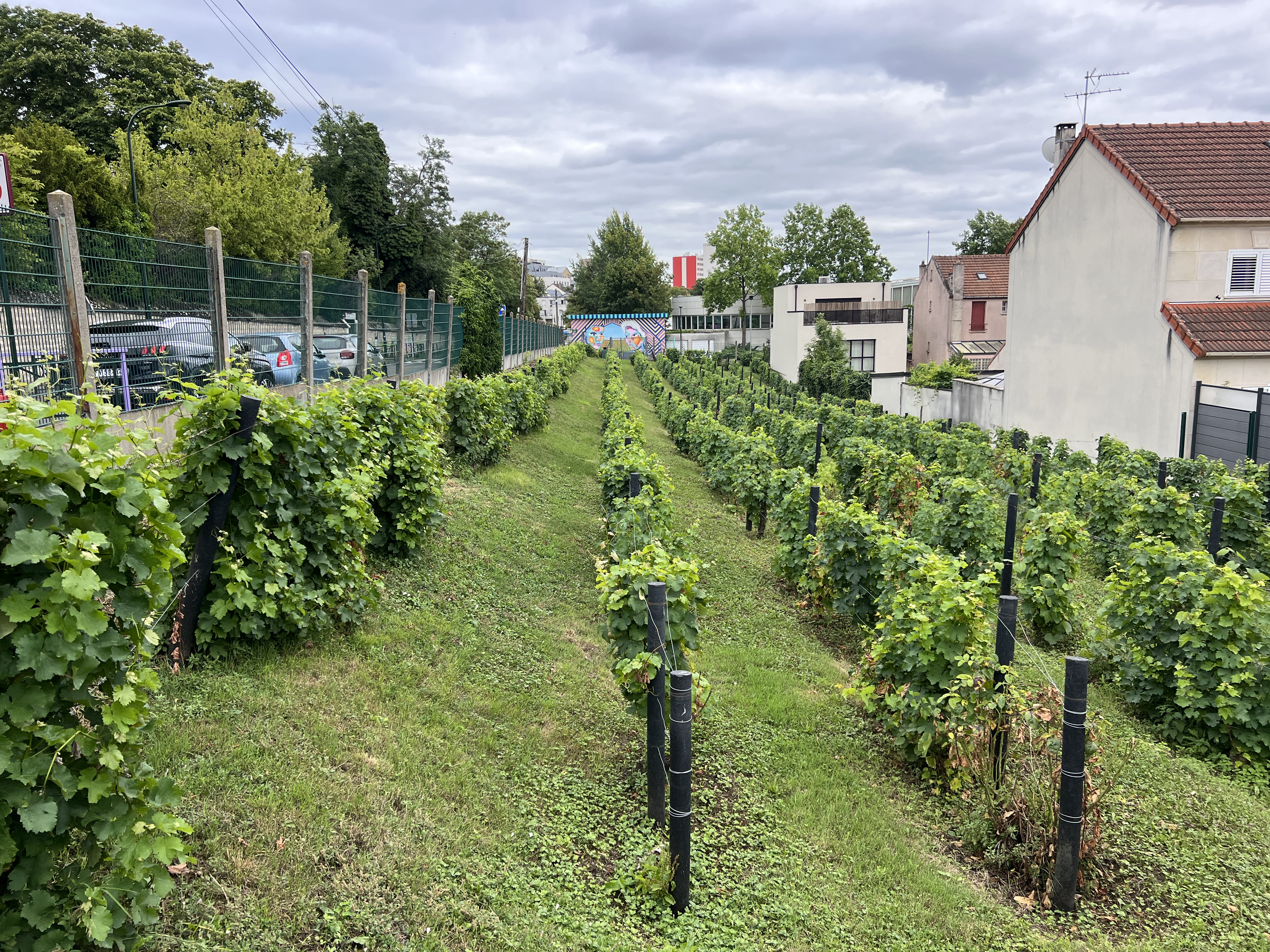
Vignes au clos des Brugnauts.

Le vignoble de Bagneux est attesté dès le Moyen Âge, le vin de Bagneux est sur la table de Dagobert et gardera la faveur royale pendant très longtemps. Le cépage d'alors est le Pinot noir de Bourgogne pour le vin rouge et le Fromental pour le vin blanc. Au XVe siècle, le cépage est le Morillon dont Nicolas Abraham de La Framboisière (1560-1636), médecin du roi Henri IV, dira : « creus es environs ont déclarez bienfaisans de diverses manières et en ceci qu'ils ne remplissent pas la teste de vapeurs âcres ». Ce vignoble perdura jusqu'à la fin du XIXe siècle. À partir de la Révolution, les vignerons décident eux-mêmes de la date des vendanges.
En 1841, lors de la révision du cadastre, on comptait encore 55 hectares de vignes à Bagneux.
En 1982, la municipalité renoue avec la tradition vineuse de Bagneux en créant le vignoble du Clos des Brugnauts, rue de la Lisette, sur une superficie de 1 500 m2 avec 760 pieds de vignes en deux tiers de cépage sauvignon et un tiers en cépage sémillon. La cuvée 1999 a obtenu la médaille d'or, les cuvées 2002 et 2003, la médaille de bronze au concours des vins d'Île-de-France. Les grands maîtres des Confréries d'Île-de-France désignent, en 2002, la Confrérie balnéonaise des chevaliers de Bacchus, pour organiser le 8e symposium des vignes d'Île-de-France.
Depuis 2009, la vigne est cultivée avec des produits agréés en agriculture biologique.

### Apiculture
Plusieurs ruches sont installées à Bagneux, où l'apiculture est pratiquée depuis plusieurs années. Six ruches se trouvent dans le cimetière communal, peuplées d'abeille de race Buckfast. D'autres ruches sont implantées à la friche des Trois Mares, de type Warré, dans un mode d'élevage proche des conditions existantes des colonies d'abeilles à l'état sauvage.

### Personnalités liées à la commune

#### Justes parmi les nations
Marie et Ernest Corbery ainsi que leur fils Roger ont été reconnus Justes parmi les nations en 1995, pour, pendant les persécutions nazies de la Seconde Guerre mondiale, avoir sauvés une mère juive et ses deux enfants. Une plaque placée en 2021 près de l’endroit où la famille Mazalto a été cachée, nourrie et hébergée par les Corbery pendant huit mois, rappelle leur mémoire

### Héraldique
| Blason de Bagneux | Blason  | Écartelé : au premier et au quatrième d'azur à la grappe de raisin tigée et feuillée d'or, au deuxième d'or aux trois chevrons de gueules, au troisième de gueules au mur pignonné de six pièces d'argent. |
| Blason de Bagneux | Détails | Le statut officiel du blason reste à déterminer. |

## Pour approfondir

#### Ouvrages
- Eugène Toulouze (préf. Hippolyte Monin), Histoire d'un village ignoré (Balneolum), Paris, Éd. Paul Schmidt, 1898, 82 illustrations à la plume par l'auteur ; Réédition in: Bulletin de l'association des amis de Bagneux, no 43, Digobar-Éditions, 2020.
- Département de la Seine et Direction des Affaires départementales, État des Communes à la fin du XIXe siècle : Bagneux, Montévrain, éd. École d'Alembert, 1901.
- Albert Maugarny, La Banlieue sud de Paris Histoire et onomastique langage-folklore-glossaire, Le Puy-en-Velay, Imp. La Haute Loire, 1936.
- Madeleine Leveau-Fernandez et Antoine Bertoncini, 'Bagneux des origines à nos jours, Ville de Bagneux, 1986, 256 p., plans et cartes, nombreuses illustrations.
- Collectif, Bagneux, sous la Révolution française, nombreuses illustrations et fac-similé, édité par l'Association d'histoire locale, Les Amis de Bagneux, 1988, 192 p.
- Jean Lebeuf, Histoire de la Ville et de tout le diocèse de Pari, t. IX/X, Paris, Prault Père, 1754-1757, p.405-416 ; nouvelle édition, 7. vol, Paris, Fechoz et Letouzey, 1883-1896, portraits et plans, in-8°.
- Nicolas-Michel Troche, Mémoire historique et archéologique sur la commune et l'église paroissiale de Bagneux, canton et arrondissement de Sceaux, Éd. Arlon, Imp. P. A. Brück, 1866, 31 p., in-8.
- Georges Poisson, Évocation du Grand Paris, t.I, Les Éditions de Minuit, 1956, p. 406.
- Daniel Forget, Le Plus Petit Cirque du monde, une aventure humaine, Ivry-sur-Seine, Éditions de l'Atelier, 2014.
- René Rousseau, « Une statue de sainte Barbe à Bagneux (Hauts-de-Seine) », Bulletin folklorique d'Île-de-France, 34e année, 4e série, no 17, 1972, p. 394. Identification d'une statue de sainte Barbe dont s'orne une vieille maison rurale.
- Robert Dauvergne, « La vigne dans les environs de Paris au temps de Louis XIV (d'après le fonds de la Généralité de Paris au contrôle général des Finances », Bulletin de la Société de l'histoire de Paris et de l'Ile-de-France, 1964, pp. 43-89.
- Photo Club de Bagneux, À mots croisés, En chantier… quel cirque !, éditions de l'Atelier, pour Le Plus Petit Cirque du monde, 2014  (ISBN 978-2-955-71750-9).
- Antoine Guillois, « Documents et souvenirs », sur archives municipales de Fontenay aux Roses, 1907.
- Michel Félibien et Guy Alexis Lobineau, Histoire de Paris, t.XVI, Paris, 1725, p. 179.
- Claude Seignolle, Contes, récits et légendes des pays de France, Paris Ile de France, vol. no 4, Place des éditeurs, 2015.
- Eugène Mannier, Ordre de Malte : Les commanderies du grand-prieuré de France d'après les documents inédits conservés aux Archives nationales à Paris, Aubry & Dumoulin, 1872, 808 p.
- Fernand Bournon : Notice historique et renseignements administratifs de Bagneux